# Texas Instruments TI-99/4A
Der Texas Instruments TI-99/4A (kurz TI-99/4A, umgangssprachlich „Neunundneunziger“) ist ein Heimcomputer des US-amerikanischen Technologiekonzerns und zu Beginn der 1980er-Jahre weltweit führenden Halbleiterherstellers Texas Instruments (TI). Der Rechner verfügt über einen für damalige Verhältnisse sehr leistungsstarken 16-Bit-Hauptprozessor, 16 Kilobyte Arbeitsspeicher (RAM), 26 Kilobyte Festspeicher (ROM) sowie Spezialbausteine für die Bild- und Tonausgabe. Er wurde auf der vom 31. Mai bis 3. Juni 1981 in Chicago abgehaltenen Summer Consumer Electronics Show vorgestellt.
Wie die meisten zeitgenössischen Heim- und Kleincomputer verfügt auch der TI-99/4A über einen Interpreter, mit dem er in TI BASIC oder TI Extended BASIC programmiert werden kann. Gegenüber seinem Vorgängermodell TI-99/4 – dem ersten in Serie hergestellten 16-Bit-Heimcomputer – zeichnet sich der farb- und spritefähige TI-99/4A vor allem durch verbesserte Grafikfähigkeiten, eine komfortablere Tastatur und einen günstigeren Preis aus. Der mit diesen Leistungsmerkmalen intensiv beworbene Rechner war bei seiner Markteinführung 1981 in Nordamerika für 525 USD erhältlich, in der Bundesrepublik kurz darauf für 1490 DM.
Ende 1982 errang der TI-99/4A vorübergehend die Marktführerschaft in seiner Geräteklasse. Die zunehmende Konkurrenz durch Hersteller wie Commodore, Atari und Sinclair, eine verfehlte Vermarktungsstrategie und überdurchschnittlich hohe Produktionskosten führten jedoch bereits ab Sommer 1982 zu stetig wachsenden finanziellen Verlusten beim Hersteller. Daraufhin verkündete TI am 28. Oktober 1983 seinen Rückzug vom Heimcomputermarkt und stellte die Produktion des TI-99/4A ein. Insgesamt wurden weltweit etwa 2,8 bis 3 Millionen Geräte verkauft. Damit gilt der TI-99/4A als erster 16-Bit-Rechner mit einer nennenswerten Verbreitung unter Privatanwendern.

## Geschichte

### Schwächen des Vorgängermodells TI-99/4

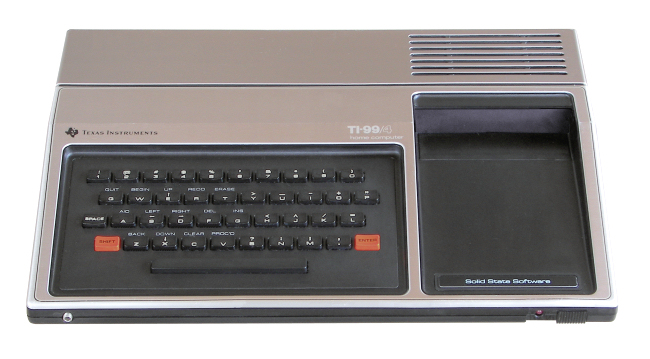
TI-99/4 (1979)

Das Vorgängermodell TI-99/4 wurde bereits Ende 1979 zur Serienreife gebracht, konnte aber erst Anfang 1980 in größeren Stückzahlen geliefert werden. Zudem war der TI-99/4 zunächst nicht zum Betrieb mit handelsüblichen Fernsehern zugelassen, da TI nicht in der Lage war, die strengen Auflagen der US-amerikanischen Federal Communications Commission (FCC) zur Funkentstörung von HF-Modulatoren zu erfüllen. Der daraufhin nur im Paket mit einem teuren Zenith-Farbmonitor angebotene Rechner blieb mit einem Paketpreis von anfänglich 1150 USD in Nordamerika, der bis Herbst 1980 auf 1400 USD angehoben wurde, und mit 2700 DM in der Bundesrepublik für die meisten Privatanwender unerschwinglich.
Darüber hinaus litt der TI-99/4 an technischen Mängeln. Hierzu zählte insbesondere die nicht alle Standardzeichen umfassende, schwergängige und daher für die Eingabe größerer Datenmengen ungeeignete Kaugummitastatur. Auch die Grafikfähigkeiten waren beschränkt. Beispielsweise kann der Rechner weder Bitmapgrafiken noch Kleinbuchstaben darstellen, was ihn für die Textverarbeitung unbrauchbar machte. Weitere Produktionsverzögerungen, ein Ende 1980 lediglich 30 Titel umfassendes Softwareangebot, eingeschränkte BASIC-Programmiermöglichkeiten sowie teils abschätzige Kritiken in der Fachpresse verschafften dem TI-99/4 ein eher mäßiges Image.
Schleppende Verkäufe brachten TI schließlich dazu, den Rechner einzeln zum deutlich geringeren Preis von 600 USD bzw. 1500 DM anzubieten – ohne Erfolg, der TI-99/4 blieb ein Ladenhüter. Die Verantwortlichen bei TI veranlassten daraufhin im Herbst 1980 eine gründliche Überarbeitung und Weiterentwicklung des Vorgängermodells zum TI-99/4A, um endlich einen konkurrenzfähigen Heimcomputer anbieten zu können.

### Weiterentwicklung des Vorgängermodells zum TI-99/4A

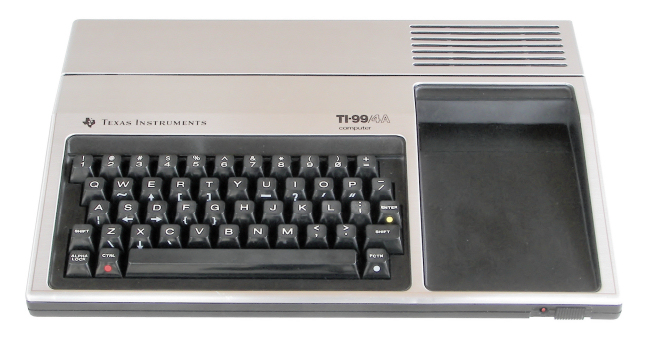
TI-99/4A (1981)

Der Leiter der Abteilung für Unterhaltungselektronik namens Peter Bonfield empfahl im Zuge der Überarbeitung des Vorgängermodells die Ersetzung der aus konzerneigener Produktion stammenden 16-Bit-CPU TMS9900 durch die im Ankauf 11 USD billigere 8-Bit-CPU Z80 von Zilog. Geschäftsführer Mark Shepperd wollte jedoch nicht auf den technisch rückständigen Mikroprozessor eines Fremdherstellers zurückgreifen. Außerdem erhoffte sich die Halbleiterabteilung von TI beim Verkauf des in der Produktion lediglich 2,25 USD teuren TMS9900 große, innerhalb des Konzerns verbleibende Gewinne. Im November 1980 wurde Bonfield durch Don Bynum ersetzt, der die technische Leitung der Überarbeitung des TI-99/4 (Codename „Ranger“) übernahm und am TMS9900 festhielt.
Weitgehend unverändert blieben auch Soundchip, I/O-Baustein und Systembus. Zwecks Reduktion der Produktionskosten auf 340 USD wurden allerdings höher integrierte Versionen der Schaltkreise verwendet. Der Expansionsport wurde zur Erweiterung seiner Funktionalität modifiziert.
Durch das Weglassen der Taschenrechnerfunktion Equation Calculator wurde der umfangreiche Festspeicher um 5 KB abgespeckt. Auch der Arbeitsspeicher wurde um 256 Bytes verkleinert, wobei damit verbundene mögliche Probleme bei bereits existierenden Programmen in Kauf genommen wurden.
Der entscheidende Unterschied zum Vorgängermodell bestand indessen in Verbesserungen am Grafikchip TMS9918, die das Darstellen von  Kleinbuchstaben, Bitmapgrafik und den Betrieb mit SECAM- und PAL-Fernsehern ermöglichen. Im Gegensatz zum Vorgänger konnte somit das neue Modell auch auf Märkten außerhalb Nordamerikas angeboten werden. Der in der US-Version des neuen Rechners verbaute Grafikchip erhielt die Bezeichnung „TMS9918A“. Der angehängte, für englisch „advanced“ (deut. „weiterentwickelt“) stehende Großbuchstabe „A“ wurde im Zuge der Suche nach einem geeigneten Namen für das Nachfolgemodell kurzerhand auch der Modellbezeichnung des TI-99/4 hinzugefügt.
Auch äußerlich gab es Veränderungen: Auf Lautsprecher und Mikrofonanschluss wurde beim TI-99/4A verzichtet. Dafür besaß die Konsole nun eine Schreibmaschinentastatur mit zusätzlicher Funktionstaste und Autowiederholungsfunktion. Außerdem gab TI die Entwicklung neuer Peripheriegeräte in Auftrag. Durch den Nachweis der elektromagnetischen Verträglichkeit von Rechner und HF-Modulator gegenüber der FCC gelangte der TI-99/4A schließlich im Sommer 1981 zur Marktreife.

### Vermarktung und Preisentwicklung

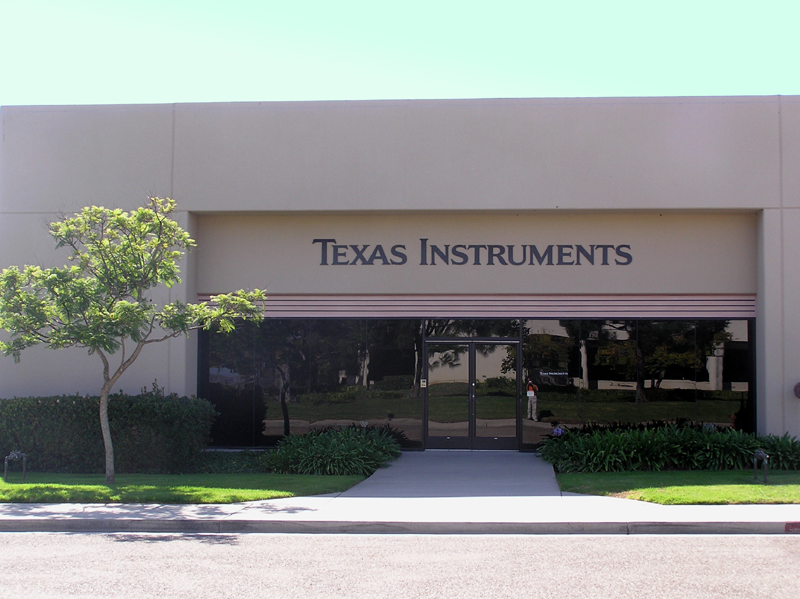
TI-Filiale in Goleta (Kalifornien)

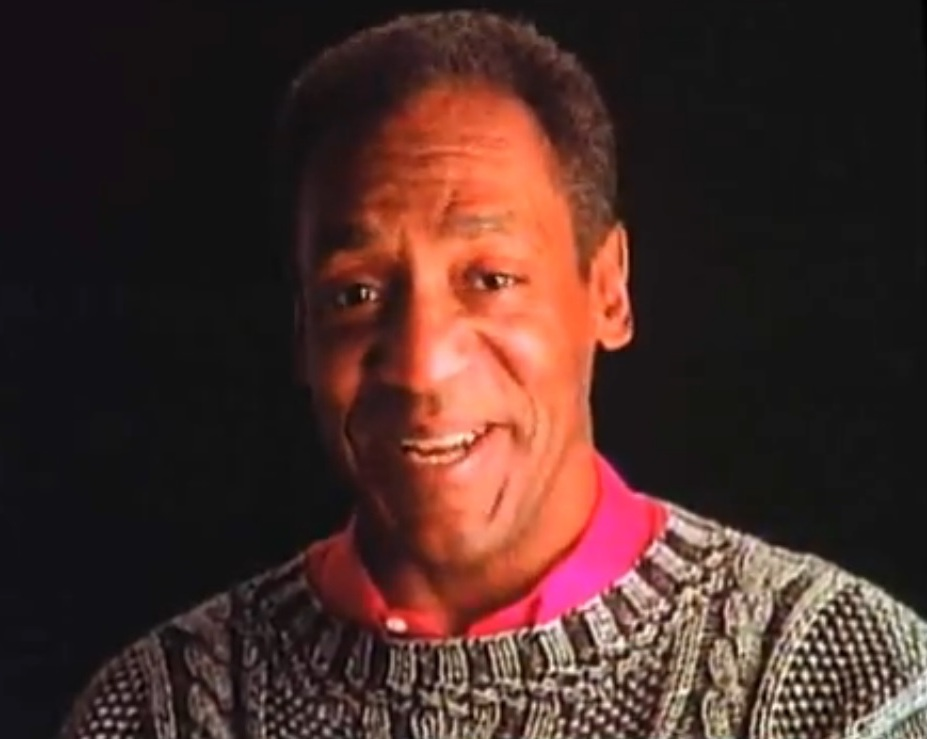
TI-Werbepartner Bill Cosby (1982–83)

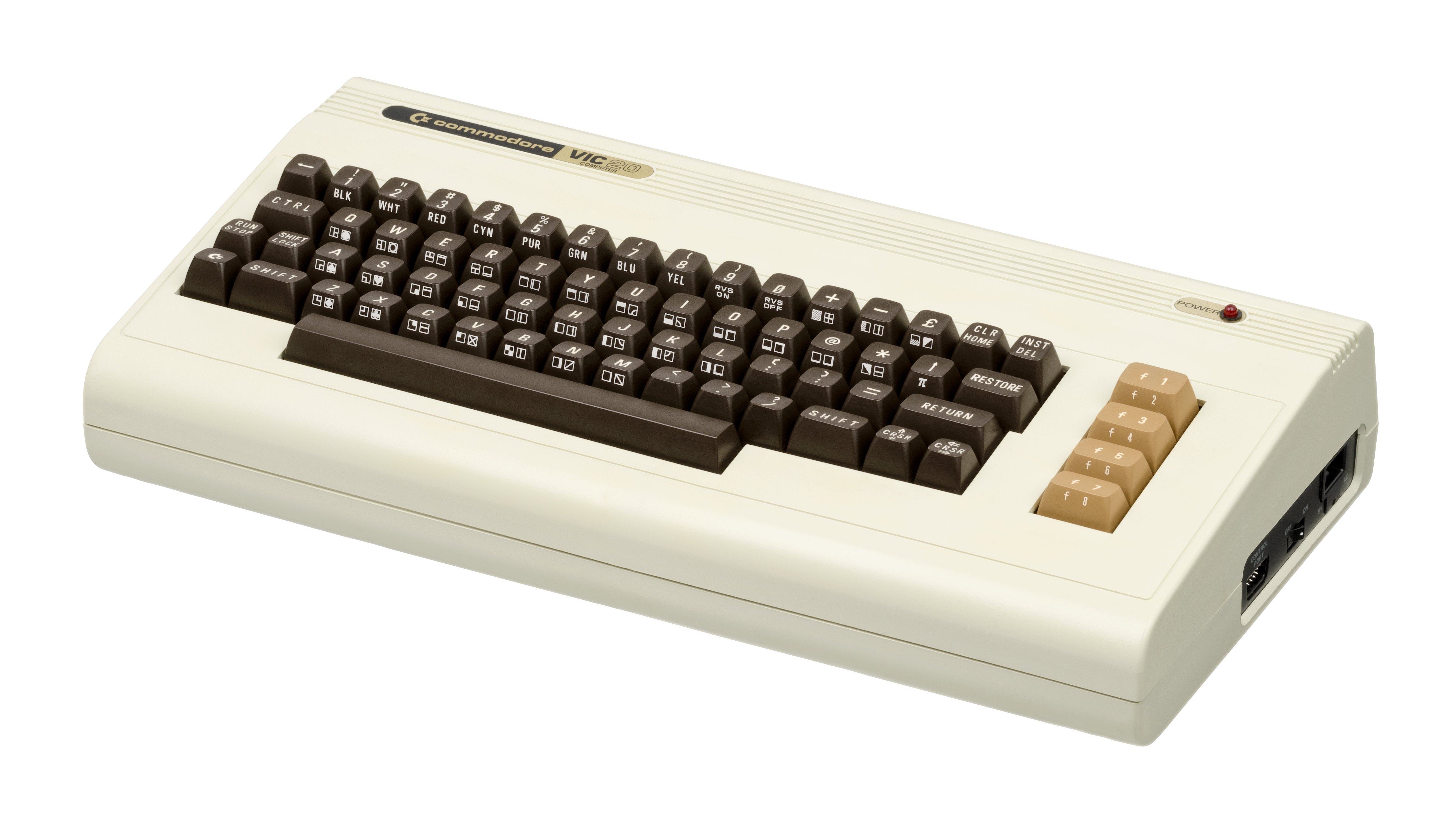
Konkurrenzmodell Commodore VC20 (1981)

Anders als im Fall der meist in den Billiglohnländern Südostasiens hergestellten, weltweit erfolgreichen Heimcomputer von Commodore und Atari blieb eine nennenswerte Verbreitung des in den texanischen Städten Lubbock, Abilene und Austin, im niederländischen Almelo sowie italienischen Rieti gefertigten TI-99/4A auf Nordamerika, Großbritannien, Westdeutschland, Frankreich, Italien und die Niederlande beschränkt. TI verfügte bei Markteinführung über bereits etablierte Vertriebsstrukturen in den Vereinigten Staaten und der TI-99/4A war sowohl in eigenen Filialen als auch unabhängigen Fachgeschäften, Kaufhäusern und Supermärkten erhältlich. Alternativ konnte der Rechner über den Versandhandel direkt ab Werk bezogen werden.

#### Anfängliche Verkaufserfolge und Marktführerschaft
Für einen TI-99/4A mussten die Zwischenhändler im Sommer 1981 ca. 340 USD bezahlen, während der tatsächliche Verkaufspreis mit 550 USD anfänglich etwas höher ausfiel als die unverbindliche Preisempfehlung von 525 USD. Die Wochenproduktion belief sich zu diesem Zeitpunkt auf knapp 8.000 Einheiten. Auf der Grundlage optimistischer Verkaufsprognosen veranlasste Vertriebsleiter William J. Turner bis Ende 1981 eine schrittweise Absenkung des Listenpreises auf zunächst 450 USD, dann 375 USD. Die Gewinnmarge konnte dabei durch Verringerung der Produktionskosten auf einem stabilen Niveau von 40 Prozent pro Rechner gehalten werden.
Im Februar 1982 musste TI den TI-99/4A wegen schadhafter Netzteile vorübergehend vom Markt nehmen. Dem Konzern entstanden daraus finanzielle Schäden in Höhe von 50 Millionen USD. Zur Überwindung dieser Krise, d. h. zur Ankurbelung der Verkäufe, setzte Turner auf eine aggressivere Vermarktung und senkte daraufhin den Preis auf 300 USD, begleitet von einer Werbekampagne mit dem Slogan „TI's Home Computer. This is the one“, für die der bekannte Komiker Bill Cosby verpflichtet und mit 1 Million USD pro Jahr entlohnt wurde. Auf Geheiß des im August 1982 zum Direktor der Abteilung für Unterhaltungselektronik beförderten Turner trat TI in einen offenen Preiskrieg mit dem Hauptkonkurrenten Commodore und dessen Heimcomputer VC20 ein. Turner hoffte dabei zu Recht auf Großbestellungen der wichtigsten Handelsketten wie J.C. Penney, Sears Roebuck, K-Mart oder Toys “R” Us. Rabatte von 100 USD verringerten den effektiven Verkaufspreis am 1. September 1982 auf unter 200 USD und nährten das Gerücht, TI sitze auf Lagerbeständen von bis zu 50.000 unverkauften Einheiten. TI-Werbepartner Cosby scherzte mit Blick auf diese Rabattaktionen für den TI-99/4A in der Öffentlichkeit darüber, wie einfach das Verkaufen eines Heimcomputers sei, wenn man den Kunden nur eine Belohnung von 100 USD dafür zahle.
Turners aggressive Marketingstrategie führte im Herbst 1982 zu einer deutlichen Vergrößerung der Nachfrage und Ausweitung der Produktion. Auf jeden verkauften VC20 kamen zu diesem Zeitpunkt drei Exemplare des technisch überlegenen TI-99/4A. Die Monatsproduktion belief sich zwischen Juli und Dezember 1982 auf ca. 150.000 Einheiten, während das Vertriebsnetz nunmehr 12.000 Verkaufsstellen umfasste. Zu Spitzenzeiten wurden bis zu 5.000 Einheiten pro Tag hergestellt. Eine weitere Verminderung der Produktionskosten gelang allerdings nicht und die Gewinne pro verkauftem Rechner gingen um 50 Prozent zurück. Der Umsatz der Abteilung für Unterhaltungselektronik wuchs auf 200 Millionen USD und hatte sich damit innerhalb kurzer Zeit verzehnfacht. Insgesamt wurden 1982 rund 500.000 Exemplare abgesetzt. Mit 575.000 Benutzern und damit einem Marktanteil von rund 35 Prozent galt der TI-99/4A zum Jahreswechsel 1982/83 als der am weitesten verbreitete Heimcomputer in den Vereinigten Staaten.
Auch im folgenden Jahr blieb die Nachfrage zunächst hoch. Wöchentlich rund 30.000 Einheiten wurden allein im Januar 1983 abgesetzt. Die Bestellungen der Händler blieben ebenfalls auf hohem Niveau. Im April 1983 erreichte die Zahl der verkauften Einheiten die Millionengrenze. In Europa jedoch konnte an diesen Erfolg nicht angeknüpft werden; in Westdeutschland gelang es TI, bis Ende 1983 lediglich einen Marktanteil von 8 Prozent zu erobern. Wolfgang Glöckle von der deutschen TI-Niederlassung gab daraufhin in einem Interview an, der Konzern habe nunmehr „den Durchbruch des Home-Computers auch in Deutschland geschafft.“

#### Absatzkrise und Produktionseinstellung

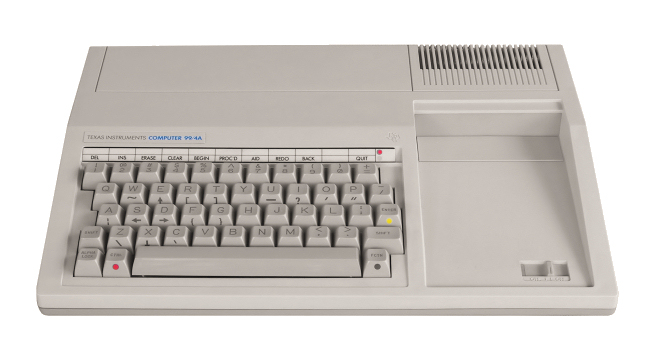
TI-99/4A „QI“ (1983)

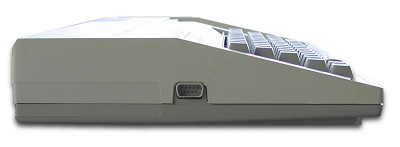
Seitenansicht (links)

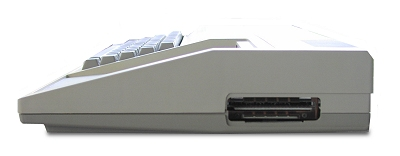
Seitenansicht (rechts)

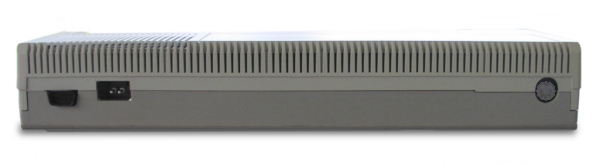
Rückansicht

Insbesondere mit dem Commodore 64 (C64) und Sinclair ZX Spectrum erwuchs dem TI-99/4A ab Sommer 1982 neue Konkurrenz. Daraufhin erwog TI die Entwicklung eines verbesserten TI-99/4A mit 64 KB Arbeitsspeicher und CP/M-Fähigkeit, um insbesondere mit dem leistungsstärkeren C64 gleichzuziehen. Nach dem Rücktritt von Chefentwickler Bynum im April 1983 wurden diese Pläne jedoch fallengelassen. Mit Blick auf den mittlerweile nur noch 99 USD teuren VC20 senkte TI ebenfalls den Preis für den TI-99/4A im Juni 1983 auf 150 USD und 550 DM. Damit lag der Verkaufspreis nur noch 25 USD über den Herstellungskosten in Höhe von 125 USD.
Die Produktion lief unterdessen weiterhin auf Hochtouren. Die Verkaufsprognosen Turners sollten sich jedoch als illusorisch erweisen. Ab April 1983 wurden immer größere Stückzahlen von den US-amerikanischen Vertriebsstellen an die Konzernzentrale zurückgeschickt, da sie sich als unverkäuflich herausgestellt hatten. Turner wurde daraufhin seines Postens enthoben und im Mai durch J. Fred Bucy ersetzt, der die Zusammenarbeit mit Cosby beendete und eine neue Werbekampagne mit stärkerem Zuschnitt auf den Bildungsmarkt initiierte. Für den westdeutschen Markt wurde beispielsweise der Slogan „Mit dem lernen Sie spielend“ verwendet. Die Vertriebsleitung wurde Jerry Junkins übertragen, der daraufhin sofort mehrere Produktionsstätten schloss, eine erneute Überarbeitung der Elektronik anordnete und den Verkaufspreis auf 99 USD reduzierte. Angesichts des dramatischen Preisverfalls des TI-99/4A sprach Everett Purdy, stellvertretender Geschäftsführer der Handelskette Service Merchandise, in der angesehenen New York Times von einem in der Computer-Branche noch nie dagewesenen „Selbstzerstörungsmuster“ (englisch „self-destruct pattern“). Aus der Überarbeitung ging im Juni 1983 die beige Version des TI-99/4A ohne Aluminiumverkleidung und Statusanzeige hervor. Mit den zeitgleich auf den Markt gebrachten Rechnern der Atari-XL-Serie erhielt der TI-99/4A weitere ernstzunehmende Konkurrenz.
Bis August 1983 gelang eine Verringerung der Anzahl der verbauten integrierten Schaltkreise von 42 auf 35. Zudem erhielt der Rechner ein Netzteil mit verbessertem Wärmemanagement. Daneben wurde diese letzte, den inoffiziellen Namenszusatz „QI“ (englisch „quality improved“) tragende Modellversion des TI-99/4A mit einem leicht modifizierten Betriebssystem versehen, das zum Versagen der ausschließlich mit EPROM-Chips bestückten Steckmodule von Atarisoft sowie einiger anderer ungeliebter Drittanbieter führte und damit die Verkäufe der TI-eigenen Programmveröffentlichungen fördern sollte. Im Rahmen dieser Vermarktungsbemühungen wurden auch die Preise für Peripheriegeräte um 50 Prozent gesenkt. An der nachlassenden Attraktivität des Rechners änderten diese Maßnahmen jedoch nichts – die Kunden wendeten sich verstärkt dem C64 zu.
Bereits im Juli hatte TI die Markteinführung des für das untere Marktsegment konzipierten TI-99/2 abgesagt. Auf Geheiß Bucys wurde auch die Entwicklung des als Nachfolger des TI-99/4A gedachten TI-99/8 (Codename „Armadillo“) eingestellt, als im Herbst Gerüchte über einen Einstieg von IBM ins Heimcomputergeschäft und einen Low-End-Rechner von Apple aufkamen.
Schon im Sommer 1983 belief sich der Schuldenstand der Abteilung für Unterhaltungselektronik auf 119 Millionen USD. Bis zum Jahresende stieg dieser Betrag auf fast 223 Millionen USD. Da der Preiskrieg mit Commodore den ganzen Konzern in die Insolvenz zu treiben drohte, gab die Konzernleitung mit Berufung auf die durch ausbleibende Nachbestellungen und volle Lagerhallen in die Höhe getriebenen Verluste am 28. Oktober den Rückzug aus dem Heimcomputermarkt bekannt. Zur Wahrung des Unternehmensimages wurde der Kundendienst noch über längere Zeit hinweg aufrechterhalten und auch die Produktion neuer Software angekündigt. Neugeräten wurden Briefe der Firmenleitung beigelegt, die einen Hinweis auf die Aufrechterhaltung der einjährigen Gewährleistung seitens TI sowie eine Hotline-Telefonnummer (800–TI–CARES) enthielten, über die mit der Produktionseinstellung des TI-99/4A verbundene Kundenfragen beantwortet wurden.

#### Lagerabverkäufe zu Schleuderpreisen

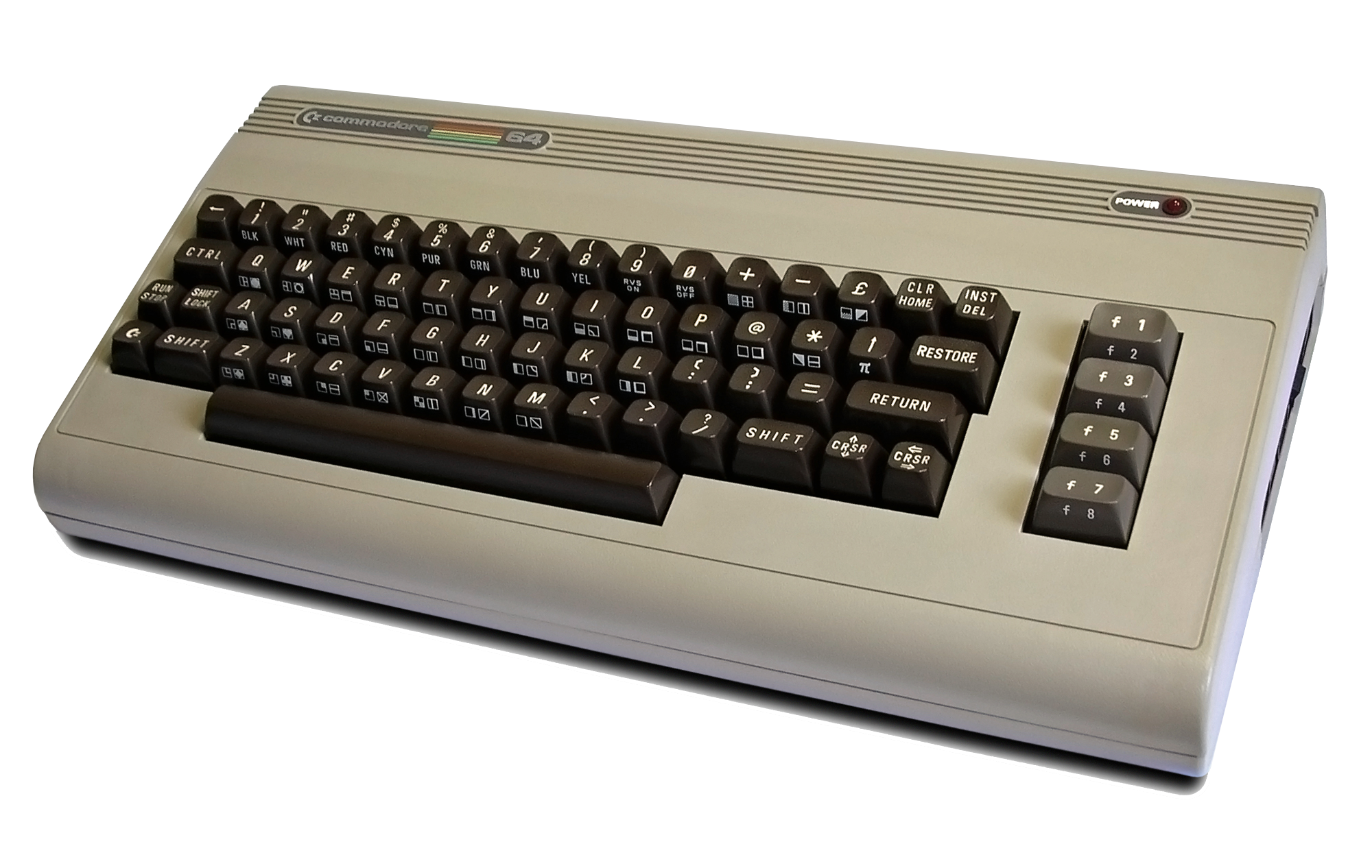
Konkurrenzmodell Commodore 64 (1982)

Zum Weihnachtsgeschäft 1983 erfolgte noch einmal eine vorübergehend den Verkaufserfolg des C64 schmälernde Preissenkung auf 50 USD.
In Großbritannien fiel der Preis auf 100 £ und damit auf das Niveau des einheimischen, technisch weniger leistungsfähigen und als Tastatur lediglich mit Gummitasten ausgestatteten Billigrechners Sinclair ZX Spectrum 16K.
In Westdeutschland sank der Preis bis September 1983 auf 475 DM.
Um zusätzliche Kaufanreize zu schaffen, verlängerte TI ab Oktober die Garantie auf Neugeräte von sechs Monaten auf ein ganzes Jahr.
Überdies wurde der Rechner weiterhin beworben. Anfang November kostete der TI-99/4A nur noch 398 DM bei weiter stark fallender Tendenz, was Vobis-Geschäftsführer Theo Lieven zu dem Kommentar veranlasste, „billiger und besser“ könne „man nicht in die Computertechnik einsteigen.“
In den letzten beiden Monaten des Jahres 1983 wurden weltweit ca. 150.000 Einheiten verkauft.
Pro verkauftem Rechner machten die Texaner dabei einen Verlust von nicht weniger als 50 USD. Im Januar 1984 erreichte die Zahl der insgesamt verkauften Exemplare die Marke von 2,5 Millionen.
Mit Beginn des Jahres 1984 setzte sich der Ausverkauf des TI-99/4A mit unverminderter Geschwindigkeit fort. In Westdeutschland stürzte der Preis bis auf 150 DM.
TI-Deutschland verscherbelte im Zuge der Lagerabverkäufe für 298 DM sogar seine nicht mehr benötigten Heimcomputer-Messeverkaufsstände inklusive eines TI-99/4A sowie eines 17 Titel umfassenden Game-Bundles.
Während in den Vereinigten Staaten die Warenlager von TI sowie diversen Drittanbietern noch reichlich Peripheriegeräte, Zubehör und Software aufwiesen, kam es auf dem vergleichsweise kleinen westdeutschen Markt schon bald zu Versorgungsengpässen.
Dadurch entstand im deutschsprachigen Raum der kuriose Fall einer Angebots- und Preisanomalie: Die hohe Zahl der im Zuge der Abverkäufe zu Schleuderpreisen noch zu Besitzern des TI-99/4A gewordenen Kunden ließ die Nachfrage nach Software und Zubehör sprunghaft ansteigen. Da beides aufgrund der Produktionseinstellung im Herbst 1983 jedoch kaum noch erhältlich war, wurden für Gebrauchtware bald über denen für Neuware liegende Preise gezahlt.
Am 28. März 1984 stellte TI den Vertrieb jeglicher mit dem TI-99/4A verbundener Produkte offiziell ein. Das Versandhaus Triton aus San Francisco übernahm die noch übrigen Lagerbestände.
Die zu Schleuderpreisen erfolgten Lagerabverkäufe, die teilweise über das Jahr 1984 hinausgingen, brachten die Gesamtzahl der verkauften Einheiten in die Nähe der Drei-Millionen-Grenze.
Rund 150.000 Geräte entfielen dabei auf Westdeutschland, Österreich und die Schweiz.
Mit diesen Verkaufszahlen gilt der TI-99/4A als erster 16-Bit-Mikrocomputer mit einer nennenswerte Verbreitung unter Privatanwendern.
Aufgrund seines fortschrittlichen 16-Bit-Hauptprozessors erfreute sich der TI-99/4A noch einige Jahre großer Beliebtheit, auch in Westdeutschland. Ende 1985 kostete ein gebrauchter, funktionsfähiger TI-99/4A dort im Durchschnitt ca. 130 DM.
| Land  | 6/1981 | 1/1982 | 4/1982 | 10/1982 | 1/1983 | 2/1983          | 4/1983          | 5/1983 | 9/1983 | 1/1984 |
| ----- | ------ | ------ | ------ | ------- | ------ | --------------- | --------------- | ------ | ------ | ------ |
| (USD) | 525    | 450    | 399    | 299,95  | 299,95 | 249,95          | 225             | 149,95 | 100    | 49,95  |
| (DM)  | 1490   | 1490   | 1490   | 998     | 998    | nicht verfügbar | nicht verfügbar | 550    | 475    | 150    |

### Nachfolgemodell
Mit dem Desktop-Computer Geneve 9640 erschien Anfang 1987 für 998 DM ein inoffizieller, vom US-amerikanischen Hersteller Myarc produzierter Nachfolger des TI-99/4A.
Beim Nachfolgemodell handelt es sich im engeren Sinne um einen technisch verbesserten Klon des TI-99/8-Prototypen. Der Geneve 9640 war mit einem zum TMS9900 zu 95 Prozent softwarekompatiblen 16-Bit-Hauptprozessor des Typs TMS9995, dem zum TMS9918A softwarekompatiblen, RGB-fähigen und die Darstellung von 512 Farben gestattenden Grafikchip Yamaha V9938, 512 KB RAM, 128 KB dediziertem VRAM und einem im Festspeicher residierenden, 64 KB ROM umfassenden Software-Emulator des Vorgängermodells ausgestattet, mit dessen Hilfe die Steckmodule des TI-99/4A auf dem Geneve 9640 verwendet werden konnten. Als Betriebssystem diente das eigens für den Rechner programmierte, grafische Benutzeroberflächen unterstützende MDOS (kurz für englisch Myarc Disk Operating System). Der zur Darstellung von 80 Zeichen pro Zeile fähige und mit einer Taktfrequenz von 12 MHz arbeitende Geneve 9640 verfügte außerdem über eine Echtzeituhr, Sprachausgabe, einen Mausanschluss, TI-99/4A-kompatible Joystickanschlüsse und eine abgesetzte, IBM-PC-kompatible Tastatur.

## Hardware
Die Elektronik des TI-99/4A besteht im Wesentlichen aus einem Hauptprozessor, mehreren Spezialbausteinen, einem Arbeitsspeicher sowie einem Festspeicher. Diese Systemkomponenten sind auf einer Hauptplatine befestigt und über die Leiterbahnen des Systembusses miteinander verbunden. Von einigen Speicherchips abgesehen stammen sämtliche elektronischen Baugruppen aus hauseigener Produktion. Das entspricht der damaligen Unternehmensphilosophie von TI, die sich auf den bei der Entwicklung und dem Vertrieb von Taschenrechnern gemachten Erfahrungen gründete. Außerdem zählen Gehäuse, Tastatur, Schnittstellen und Netzteil zur Hardware des Rechners.
Hauptplatine mit Hauptprozessor (1), Grafikchip (2), I/O-Baustein (3), GROM-Chips (4), Soundchip (5), DRAM-Chips (6),
Taktbaustein (7), ROM-Chips (8), SRAM-Chips (9), Steckmodulanschluss (10), Kassettenschnittstelle (11),
Videoausgang (12), Joystickanschluss (13), Tastaturanschluss (14), Expansionsport (15)

### Hauptprozessor
Mit dem TMS9900 verfügt der TI-99/4A über einen komplexen 16-Bit-Hauptprozessor mit DIP-Gehäuse und 64 Anschlusspins, der als „Quantensprung“ in der Geschichte der Mikroelektronik gilt. So war der TMS9900 der weltweit erste auf nur einem Chip realisierte 16-Bit-Mikroprozessor. Der 1976 zur Serienreife gebrachte TMS9900 gehört zur zweiten Generation der von TI entwickelten Mikroprozessoren und löste die erfolgreichen, meist zu Steuerungszwecken in elektronischen Geräten eingesetzten 4-Bit-Mikroprozessoren wie etwa den TMS1000 ab. Der TMS9900 kam nicht nur im Heimcomputerbereich, sondern auch in den hochpreisigen Minicomputern der TI-990-Serie zum Einsatz – etwa in den frühen Modellen TI-990/4 (1976) sowie TI-990/5 (1979). Neben dem zivilen Bereich wurde der TMS9900 auch im militärischen Bereich eingesetzt.
Der TMS9900 ist mit einer als fest verdrahtetes elektronisches Rechenwerk fungierenden arithmetisch-logischen Einheit ausgestattet, die auf eine Verarbeitung von 16-Bit-Datenwörtern und die Berechnung von Adressen ausgerichtet ist. Die CPU ist ferner mit NMOS-Logik ausgestattet und kann mit Frequenzen von bis zu 3,3 MHz getaktet werden. Im TI-99/4A läuft der TMS9900 aber aus Gründen der Synchronisation mit dem Grafikchip nur auf 3 MHz. Generiert wird diese Taktfrequenz vom Taktbaustein TIM9904 bzw. dem baugleichen TIM9904A, der mit einem externen Schwingquarz verbunden ist und mit vier phasenverschobenen Taktsignalen in Form von Rechtecksignalen arbeitet. Diese werden über Transistor-Transistor-Logik aus einer Grundfrequenz von 40 MHz erzeugt. Der TMS9900 benötigt für die Ausführung eines Befehls 2–31 Mikrosekunden (µs). Daraus resultiert eine durchschnittliche Arbeitsgeschwindigkeit von etwa 0,3 Millionen Instruktionen pro Sekunde (MIPS). Die Anzahl der im TMS9900 realisierten Transistoren liegt bei rund 8.000.

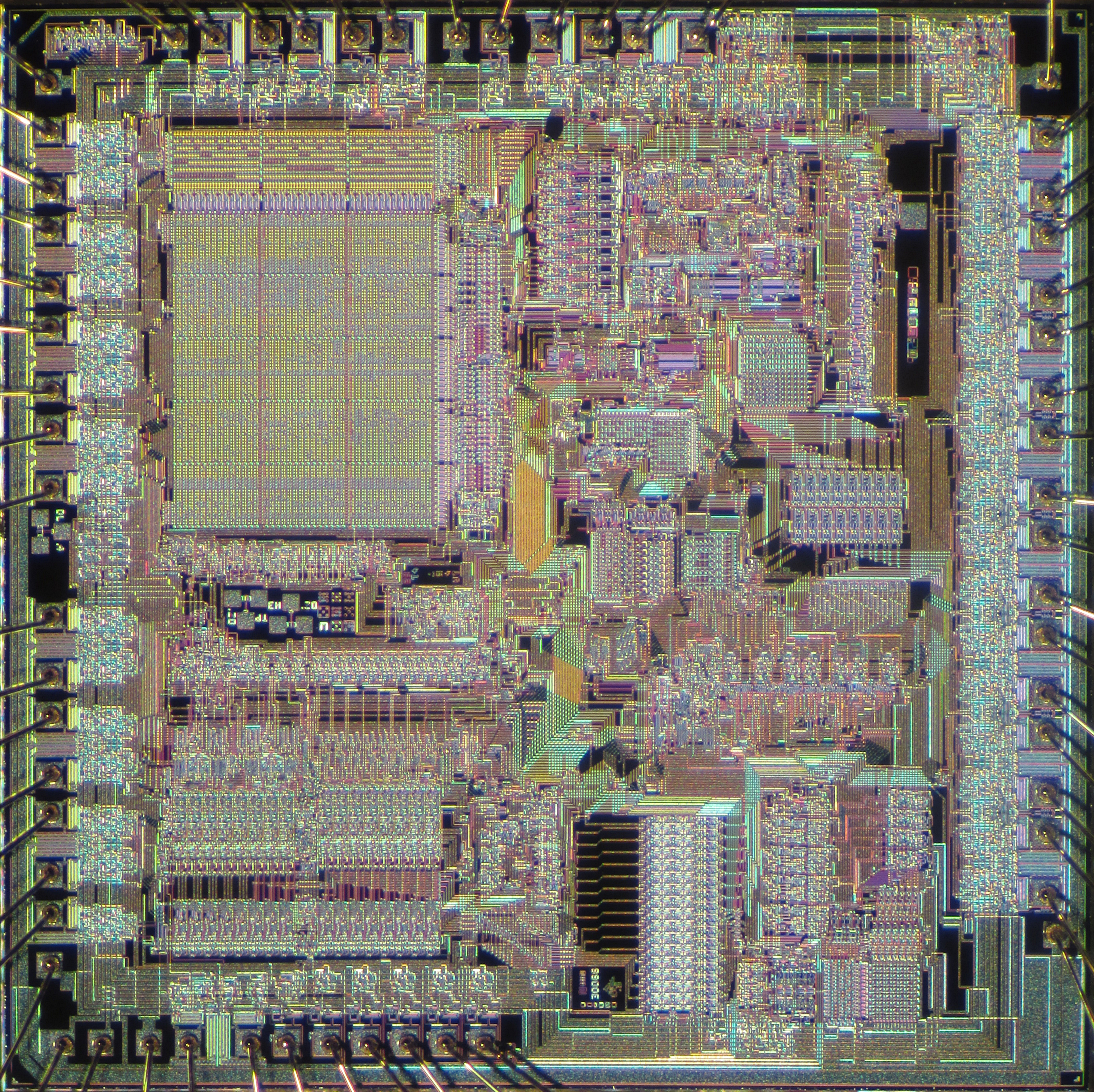
Die-Foto einer CPU des Typs TMS9900 (1976)

Der TMS9900 verfügt über einen Befehlssatz von 69 Instruktionen inklusive Multiplikation und Division. Dazu zählt auch der damals ungewöhnliche, bereits eine schrittweise Fehlersuche (englisch „Single-Step-Debugging“) auf reiner Softwarebasis erlaubende X-Sprungbefehl. Der Befehlssatz weist fünf funktionelle Gruppen auf: Befehle für den Datentransfer, arithmetische Befehle, logische Befehle, Prozessorsteuerbefehle und Programmsteuerbefehle. Die Befehlswörter des TMS9900 können 2–6 Bytes umfassen. Für Datentransfers und Speicherzugriffe besitzt die in Speicher-Speicher-Architektur ausgeführte CPU außerdem separate, über Speicherdirektzugriff sowie Memory Mapping das Verwalten eines Adressraums von 64 KB erlaubende 16-Bit-Busstrukturen. Darüber hinaus verwendet der TMS9900 drei interne 16-Bit-Hardwareregister für die schnelle Zwischenspeicherung von Daten. Dazu zählen der Programmzähler (PC), das Statusregister (ST) sowie der sogenannte „Workspace Pointer“ (WP).
Der im Deutschen auch als „Arbeitsbereichzeiger“ oder „Zeigerregister“ bezeichnete WP stellt insofern eine Besonderheit dar, als er seine Registerinhalte nicht auf der CPU selbst, sondern extern in einem besonderen Bereich des Arbeitsspeichers ablegt (englisch „Workspace“). Dieses CPU-RAM gestattet die Verwendung einer hohen Zahl von bis zu 16 Softwareregistern, zwischen denen ohne Datenverlust hin- und hergesprungen werden kann. Dazu zählen neben den Inhalten von PC, ST und WP die Basisadresse des CRU-Steuerbusses, die XOP-Adresse sowie elf frei verwendbare Register für Daten, Adressen oder einen Shift-Befehlszähler. Die Möglichkeit des Hin- und Herspringens zwischen den Softwareregistern erleichtert die Verarbeitung von Interrupts sowie den schnellen Kontextwechsel zwischen verschiedenen Registersätzen, also z. B. zwischen diversen Unterprogrammen. Der WP befähigt den Rechner damit prinzipiell sogar zum Multitasking. Erkauft wird dies allerdings mit einer geringfügigen Geschwindigkeitseinbuße, da beim Zugriff auf das CPU-RAM zunächst die entsprechende Speicheradresse vom WP übermittelt sowie ein Schreib-/Lese-Befehl vollzogen werden muss. Der TMS9900 bietet 17 Hardware- und 16 Software-Interrupts, also insgesamt 33 Interruptebenen.

### Grafikchip

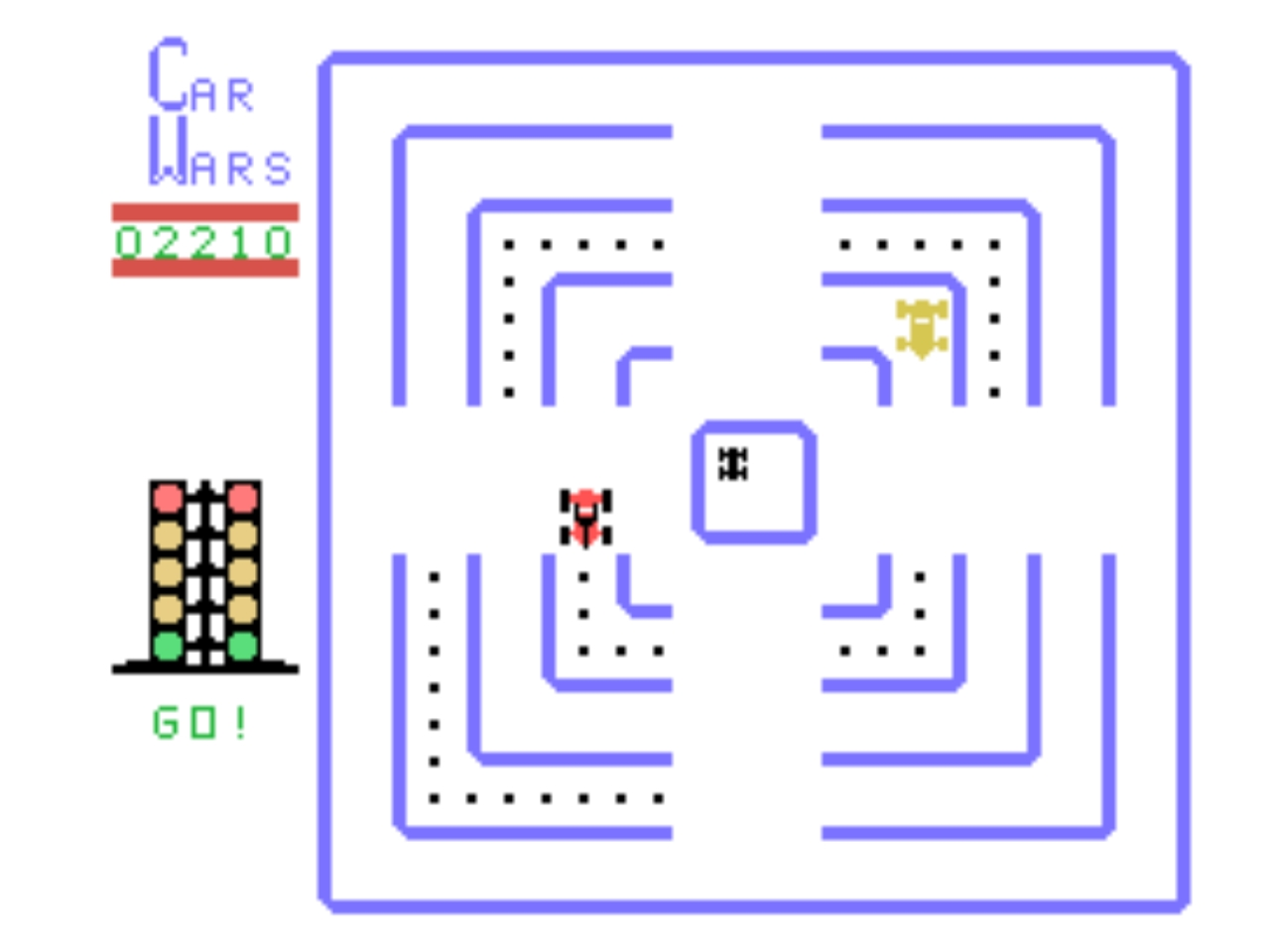
Spielszene aus Car Wars (1981)
im Graphics-II-Modus

Spielszene aus Parsec (1982)
im Graphics-II-Modus

Der 8-Bit-Grafikchip des TI-99/4A wurde in drei verschiedenen Varianten gefertigt: TMS9918A sowie TMS9928A für das 525-Zeilen-Format des NTSC- bzw. SECAM-Standards und der TMS9929A für das 625-Zeilen-Format der PAL-Norm. Zum Betrieb des Rechners mit PAL-Fernsehern ist jedoch die Verwendung eines zusätzlichen, separaten HF-Modulators vonnöten.
Der TMS9918A erreicht eine Maximalauflösung von 256 × 192 Pixeln, verfügt über eine Palette von 15 Farben (plus Transparenz) und ist in der Lage, bis zu 32 Sprites gleichzeitig darzustellen. Aufgrund dieser hohen Anzahl von Sprites und der damit verbundenen Fähigkeit zur Kollisionserkennung gehörte der TMS9918A seinerzeit zu den leistungsfähigsten Grafikchips. Die Größe und Auflösung der zusätzlichen Speicherplatz benötigenden Sprites kann variiert werden. Nativ möglich sind 8 × 8, 16 × 16 und 32 × 32 Bildpunkte jeweils in monochromer Darstellung. Durch Übereinanderlegen von Sprites in unterschiedlichen Farben können mehrfarbige Objekte mit Sprite-Eigenschaften generiert werden.
Der mit 40 Anschlusspins ausgestattete Grafikchip erzeugt nicht nur das Videosignal, sondern verwaltet auch den für Speicherung, Abruf und Aktualisierung der Bildschirmdaten benötigten Grafikspeicher von bis zu 16 KB. Dazu zählt auch der für die bis zu 256 alphanumerischen Schriftzeichen, Satzzeichen und Grafiksymbole des frei programmierbaren Zeichensatzes benötigte Speicherplatz. Die voreingestellten alphanumerischen Schriftzeichen entsprechen den 95 druckbaren Zeichen des ASCII-Codes (Zeichencodes 32–127 der ASCII-Zeichentabelle). Die Grafiksymbole können zu einfachen Blockgrafiken kombiniert werden. Da für den Grafikspeicher ein Teil des Arbeitsspeichers verwendet wird, hängt die Größe des zur Verfügung stehenden Programmspeichers vom verwendeten Grafikmodus ab. Insgesamt vier Grafikmodi stehen je nach Bedarf zur Verfügung:
- Im Textmodus sind 40 × 24 Zeichen mit einer Größe von 6 × 8 Pixeln darstellbar.[68] Für Hintergrund und Text steht jeweils eine Farbe zur Verfügung. Sprites sind nicht möglich.[131] Für den Textmodus werden rund 3 KB an Grafikspeicher benötigt.[126]

- Im Vielfarbenmodus ist die Darstellung aller 15 Farben und die Verwendung von Sprites, nicht aber von Text möglich.[125][132] Der Bildschirm wird dabei in 32 × 24, also 768 Areale aufgeteilt. Diese bestehen jeweils aus vier 4 × 4 Pixel großen Blöcken, deren Farben frei gewählt werden können.[131] Vom Vielfarbenmodus werden 1.728 Bytes als Grafikspeicher benötigt.[131]

- Im text- und spritefähigen Graphics-I-Modus wird ein Bild in Maximalauflösung generiert, wobei der Bildschirm wieder in 32 × 24, also 768 Areale mit einer Größe von 8 × 8 Pixeln aufgeteilt wird. Diese können jeweils zwei Farben annehmen und entweder mit Schriftzeichen oder Grafiksymbolen gefüllt werden. Dafür werden bis zu 2.848 Bytes an Grafikspeicher benötigt.[133] Dieser Grafikmodus ist der einzige in TI BASIC programmierbare.[132]

- Im text- und spritefähigen Graphics-II-Modus wird der Bildschirm bei maximaler Auflösung in drei Bereiche mit jeweils 256 Arealen unterteilt. Jedes Bildschirmdrittel verfügt über einen eigenen Zeichensatz mit bis zu 256 Einträgen. Bei Bedarf kann jedes der 8 × 8 Pixel großen 768 Areale somit individuell als Bitmapgrafik programmiert werden, was allerdings die Verwendung von Maschinensprache oder GPL voraussetzt.[132][133] Jede der acht Zeilen eines Areals kann zwei unterschiedliche Farben annehmen.[133] Es können also alle 15 Farben innerhalb eines Areals verwendet werden.[132] Dabei werden bis zu 12 KB an Grafikspeicher beansprucht.[133]

Die Farbpalette des TMS9918A/TMS9928A/TMS9929A umfasst inklusive der auf dem Bildschirm schwarz dargestellten Transparenz folgende unveränderbaren Farbtöne:
| 0: transparent |  | 1: black     |  | 2: medium green |  | 3: light green   |  | 4: dark blue   |  | 5: light blue |  | 6: dark red |  | 7: cyan   |
| 8: medium red  |  | 9: light red |  | 10: dark yellow |  | 11: light yellow |  | 12: dark green |  | 13: magenta   |  | 14: gray    |  | 15: white |

### Soundchip
Der TMS9919 stellt den für die Tonausgabe zuständigen 8-Bit-Soundchip des TI-99/4A dar. Der auch als „Complex Sound Generator“ bezeichnete TMS9919 verfügt über drei individuell programmierbare Tongeneratoren und einen Rauschgenerator, die gleichzeitig vier Töne bzw. Geräusche auf 16 unterschiedlichen Lautstärkeniveaus erzeugen können. Die Abstände zwischen den jeweils wählbaren Lautstärkepegeln liegen bei 2 Dezibel, die maximale Lautstärke beträgt 28 Dezibel.
Die drei Tongeneratoren arbeiten mit Rechteckschwingungen, der Rauschgenerator mit Pseudozufallsrauschen (englisch „periodic noise“) und weißem Rauschen (englisch „white noise“). Die Tongeneratoren erzeugen hörbare Töne innerhalb eines Spektrums von fünf Oktaven, das von 110 Hertz bis 44 Kilohertz reicht. Die Tonlänge kann zwischen 1 Millisekunde und 4,25 Sekunden betragen. Der TMS9919 besitzt 16 Anschlussstifte und verwendet die DIN-Buchse auf der Rückseite für die Übermittlung des Audiosignals an den Lautsprecher des angeschlossenen Ausgabegerätes.

### I/O-Baustein
Beim TMS9901 handelt es sich um einen multifunktionalen I/O-Baustein mit 22 Anschlusspins. Er unterstützt die CPU bei Ein- und Ausgabeoperationen, etwa bei Eingaben über die Tastatur, der Verwendung von externen Speichergeräten oder Joysticks. Ausgelesene Daten können über Speicherdirektzugriff an jede Stelle des Arbeitsspeichers weitergeleitet werden. Intern verfügt der TMS9901 über einen Prioritätsscheduler, einen Codierer, eine Echtzeituhr, ein Steuerwerk für die Kommunikation mit dem Steuerbus und drei Puffer für die Zwischenspeicherung von Daten.

### Speicherchips und Speicherorganisation
Der Arbeitsspeicher des TI-99/4A besteht aus acht 1-Bit-DRAM-Chips des Typs TMS4116 mit 16 Anschlusspins und einer Speicherkapazität von jeweils 2 KB. Hinzu kommen zwei nichtflüchtige 8-Bit-SRAM-Chips von Motorola mit jeweils 128 Byte Speichervolumen und 24 Anschlusspins. Sie werden auch als „Notizblockspeicher“ (englisch „Scratchpads“) bezeichnet und dienen als CPU-RAM. Aufgrund ihrer hohen Zugriffsgeschwindigkeit gelten die SRAM-Chips als Schnellspeicher.
Der Festspeicher des TI-99/4A besteht ausschließlich aus maskenprogrammierten ROM-Chips. Er weist zwei u. a. den Betriebssystemkern (englisch „System Monitor“) sowie den Interpreter der sogenannten „Graphics Programming Language“ (GPL) enthaltende 16-Bit-ROM-Chips mit 24 Anschlusspins und einem Speichervermögen von jeweils 4 KB auf. Außerdem besitzt der Rechner drei ladungsgekoppelte 8-Bit-GROM-Chips (englisch „Graphics Read-Only Memories“) mit 16 Anschlusspins und einem Speichervolumen von jeweils 6 KB. Diese ausschließlich von TI produzierten Festspeicherchips dienen primär zur Aufnahme von in der GPL geschriebenen Unterprogrammen und sind in Memory-Map-Technik ausgeführt. Die GROM-Chips verfügen neben einem 8-Bit-Datenbus über einen Nur-Lese-Speicher, der mit Hilfe von maskenprogrammierter Firmware einen bordeigenen Befehlszähler (englisch „program counter“) emuliert. Dieser übernimmt intern anstelle des entsprechenden CPU-Registers die Aufgabe des Setzens und Zählens von Speicheradressen.
Ermöglicht wird dadurch der Verzicht auf das ansonsten bei ROM-Chips übliche zentrale Auslesen der Speicherzellen durch die CPU über Speicherdirektzugriff. Stattdessen setzt der Adresszeiger des bordeigenen Befehlszählers zunächst einmalig eine bestimmte Adresse, ab der dann fortlaufend Speicherinhalte ausgelesen werden. Abgelegt werden diese Speicherinhalte in einem lokalen Pufferspeicher zur weiteren Verwendung durch die CPU. Nach jeder Leseoperation wird der Adresszähler des GROM-Chips automatisch ohne die Notwendigkeit eines neuen Setzens der Adresse erhöht. Auf diese Weise kann relativ schnell auf ein großes Datenvolumen über nur einen Eingang zugegriffen werden. TI ermöglichte das den Verzicht auf eine Verwendung der damals üblichen, aber teuren Hochgeschwindigkeits-ROMs. Daher ließ sich TI die Erfindung des automatisch hochzählenden, in die Firmware des GROM-Chips eingebauten Adresszählers (englisch „auto-incrementing memory“) eigens patentieren.
Die 64 KB Adressraum sind in acht vom Betriebssystem für unterschiedliche, vorabdefinierte Aufgabenbereiche reservierte Blöcke mit jeweils 8 KB unterteilt. Das Betriebssystem-ROM ist u. a. für die Steuereinheit des Diskettenlaufwerks, die RS232-Schnittstellen des PES sowie die Druckersteuerung reserviert. Es wird gelegentlich auch als „Konsolen-ROM“ bezeichnet. Das Gerätetreiber-ROM (englisch „DSR-ROM“ für „Device Service Routines“) ist insofern für damalige Verhältnisse ungewöhnlich, als es die Verwendung von Peripheriegeräten ohne Inanspruchnahme des Arbeitsspeichers oder Veränderungen am Rechner gestattet. Es wird bisweilen auch als „Peripherie-ROM“ bezeichnet.
| Adressbereich | Verwendung                                            |
| ------------- | ----------------------------------------------------- |
| $0000-$1FFF   | Betriebssystem- bzw. Konsolen-ROM                     |
| $2000-$3FFF   | 32-KB-RAM-Speichererweiterung                         |
| $4000-$5FFF   | Gerätetreiber- bzw. Peripherie-ROM                    |
| $6000-$7FFF   | Steckmodul-ROM bzw. -SRAM                             |
| $8000-$9FFF   | Grafikspeicher, GROM, Ton- und Sprachausgabe, CPU-RAM |
| $A000-$BFFF   | 32-KB-RAM-Speichererweiterung (Forts.)                |
| $C000-$DFFF   | 32-KB-RAM-Speichererweiterung (Forts.)                |
| $E000-$FFFF   | 32-KB-RAM-Speichererweiterung (Forts.)                |

### Systembus
Die Rechnerarchitektur des TI-99/4A unterscheidet sich wesentlich von der anderer zeitgenössischer Heimcomputer, denn sie stellt eine Mischform aus klassischer 8-Bit-Architektur (8-Bit-Datenbusbreite für Spezialbausteine und RAM) und im Heimcomputerbereich damals noch nicht üblicher 16-Bit-Architektur (16-Bit-Hauptprozessor, 16-Bit-Datenbusbreite für SRAM und ROM) dar. Der Hauptprozessor kommuniziert mit den verschiedenen elektronischen Bausteinen über die Datenleitungen des Systembusses, der aus den drei Komponenten Datenbus, Adressbus und Steuerbus besteht.

#### Datenbus
Der Datenbus dient der Übertragung von Daten zwischen den einzelnen Systemkomponenten. Mit den beiden SRAM-Chips sowie den beiden ROM-Chips ist nur ein kleiner Teil der Systemkomponenten über einen bidirektionalen 16-Bit-breiten Datenbus direkt mit dem Hauptprozessor verbunden. Jenseits dieses Kernbereichs sorgt ein als Busconverter fungierender Multiplexer für eine Reduktion der Datenbusbreite auf 8 Bit. Auf diese Weise können alle 8-Bit-Systemkomponenten wie Grafikchip, Soundchip oder GROM-Chips von der CPU mit der entsprechenden Wortbreite angesteuert werden. Durch diese Serialisierung wird jedoch die Ausführungsgeschwindigkeit des Gesamtsystems im Vergleich zu Rechnern mit reiner 16-Bit-Architektur deutlich verringert.
Expansionsport und Modulschacht sind für den Hauptprozessor ebenfalls nur über den langsameren 8-Bit-Bereich des Datenbusses erreichbar. Hinzu kommt eine weitere Einschränkung bei den DRAM-Chips: Auf die gerade nicht für Videosignal und Bildwiederholung verwendeten Bereiche des Arbeitsspeichers kann die CPU bei der Ausführung von Programmen in TI BASIC oder Maschinensprache nur auf dem zeitraubenden Umweg über den 8-Bit-Grafikchip zurückgreifen.

#### Adressbus
Der Adressbus überträgt unidirektional Speicheradressen zwischen Hauptprozessor und Speicherchips zwecks Weitergabe der Information, welche Speicherzelle als nächste ausgelesen oder beschrieben werden soll. Die CPU legt dabei die gewünschte Adresse vor dem Versenden als Binärmuster auf dem Adressbus ab, der mit der für 8-Bit-Architekturen typischen Busbreite von 16 Bit arbeitet.
Die verschiedenen Systemkomponenten werden mit variabler Wortbreite vom Adressbus angesteuert. Die 16 Adressleitungen des Expansionsports ermöglichen der CPU das Verwalten eines auf max. 48 KB RAM erweiterten Arbeitsspeichers sowie von Peripheriegeräten mit bis zu 16 KB Gerätetreiber-ROM. Die am Modulschacht anliegenden 13 Adressleitungen gestatten den Betrieb von Steckmodulen mit einem Adressraum von 8 KB. Dieser zusätzliche Speicher kann wahlweise von ROM- oder RAM-Chips geliefert werden. Weit häufiger wurden jedoch GROM-Chips verwendet, deren Speicher über einen Adressdecoder (englisch „Memory Address Decoder“) gemanagt wird. Mit zwölf Adressleitungen sind die 4 KB der beiden 16-Bit-ROM-Chips abgedeckt. Für die 256 Bytes der beiden SRAM-Chips reichen gar acht Adressleitungen.
Eine Besonderheit besteht bei den GROM-Chips. Obwohl es sich um Speicherchips handelt, sind sie nicht über eigene Leiterbahnen mit dem Adressbus verbunden. Stattdessen ist der Adressdecoder eingangsseitig mit den sechs höherwertigen Bits des Adressbusses verknüpft und teilt den beiden Koprozessoren für Grafik und Sound sowie den GROM-Chips über Chipselect-Signale mit, wer an den gerade anlaufenden Speicheroperationen teilnimmt.

#### Steuerbus
Das Entwicklerteam von TI bezeichnete den unidirektionalen Steuerbus des TI-99/4A als „Communications Register Unit“ (CRU). Dieses synchrone 1-Bit-Schieberegister dient der CPU zur Steuerung sowohl interner als auch externer Systemkomponenten über serielle Datenübertragung. Zu diesem Zweck werden Steuerinformationen Bit für Bit an die entsprechenden Systemkomponenten gesendet, etwa um die Datenflussrichtung auf dem Systembus zu regeln. Neben der Lese-Schreib-Steuerung werden auch Interrupts und Buszugriffe vom Steuerbus aus geregelt. Mit Hilfe der Statusleitung können zwecks Prüfung der Betriebsbereitschaft einzelne Statusbits an jede einzelne Systemkomponente gesendet werden. Systemkomponenten können auf diese Weise auch aktiviert oder deaktiviert werden. Darüber hinaus ist die CRU mit der Aufgabe der Synchronisierung von Rechner und Peripheriegeräten betraut, was über Halte-, Unterbrechungs- und Quittungssignale bewerkstelligt wird.
Der TMS9900 besitzt drei eigens für die Verwendung der CRU konstruierte Leiterbahnen mit eigenen Anschlusspins: CRUIN zum Auslesen von Speicherzellen, CRUOUT zum Versenden von Daten sowie CRUCLK zum Einschreiben von Daten. Zusätzlich werden noch zwölf Leiterbahnen des Adressbusses für den Steuerbus in Anspruch genommen.

### Gehäuse
Die Urversion des TI-99/4A besitzt ein rechteckiges Kunststoffgehäuse „im Metallic-Look mit schwarzer Tastatur“, das auf der Oberseite mit gebürstetem Aluminium verkleidet und im futuristischen Space-Age-Design gehalten ist. Die ins Gehäuse eingelassenen Schlitze wurden vom Design des TI-99/4 übernommen. Bei diesem befand sich dahinter ein Lautsprecher, der beim TI-99/4A weggelassen wurde. Deswegen dienen sie bei ihm als Lüftungsschlitze zur Kühlung der Elektronik. Außerdem besitzt der Rechner einen Hauptschalter, eine Statusanzeige sowie einen Schacht zur Aufnahme von Steckmodulen, jedoch keine Resettaste. Der Rechner wiegt 2,3 kg ohne Netzteil und misst 25,9 cm × 38,1 cm × 7,1 cm (Länge × Breite × Höhe). Der unter der freien Fläche vor dem Modulschacht befindliche Leistungsregler neigt bei Dauerbetrieb zu recht hohen Temperaturen. Dieser Teil des Gehäuses wurde deshalb scherzhaft als „Kaffeetassenwärmer“ bezeichnet.

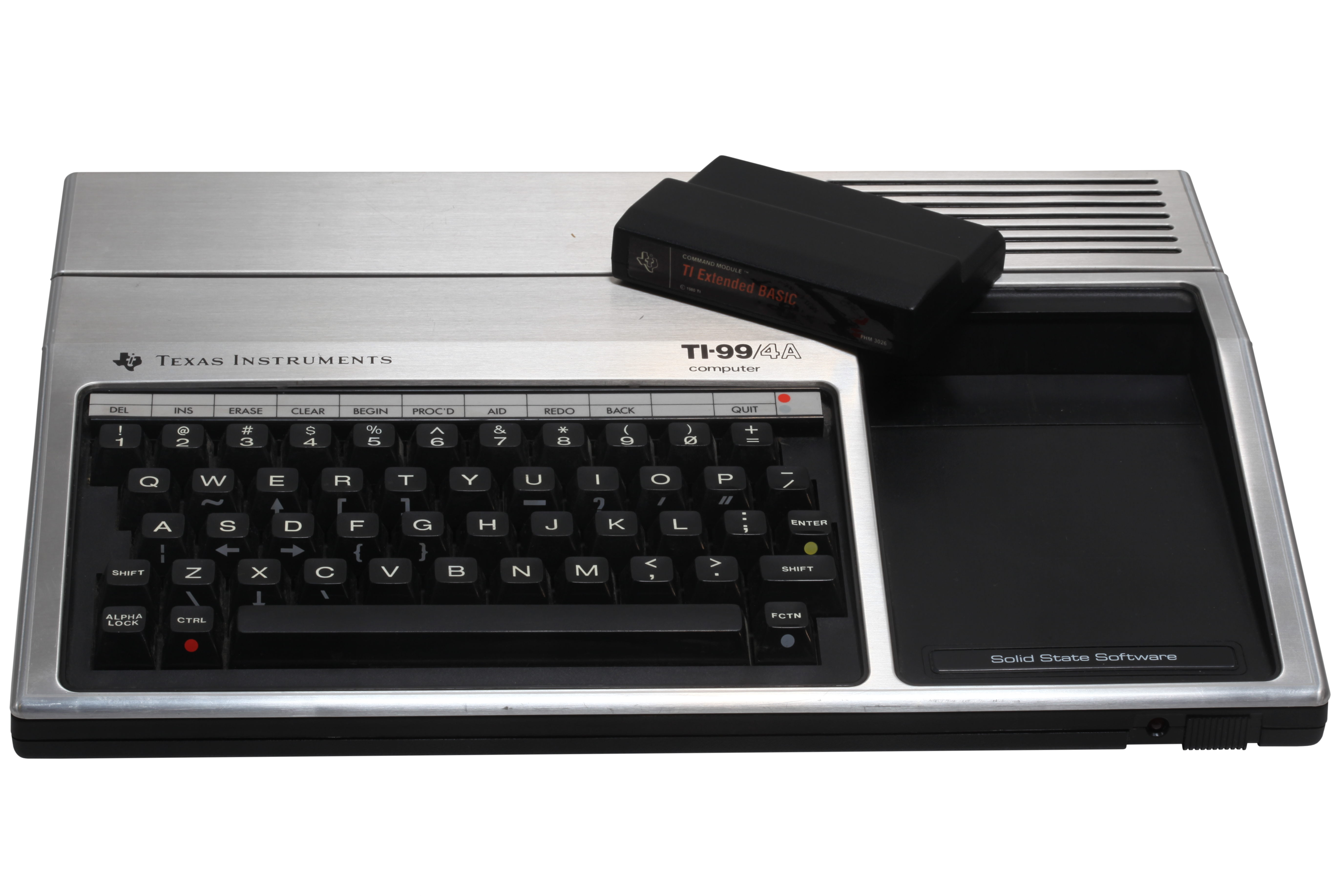
Vorderansicht mit Steckmodul
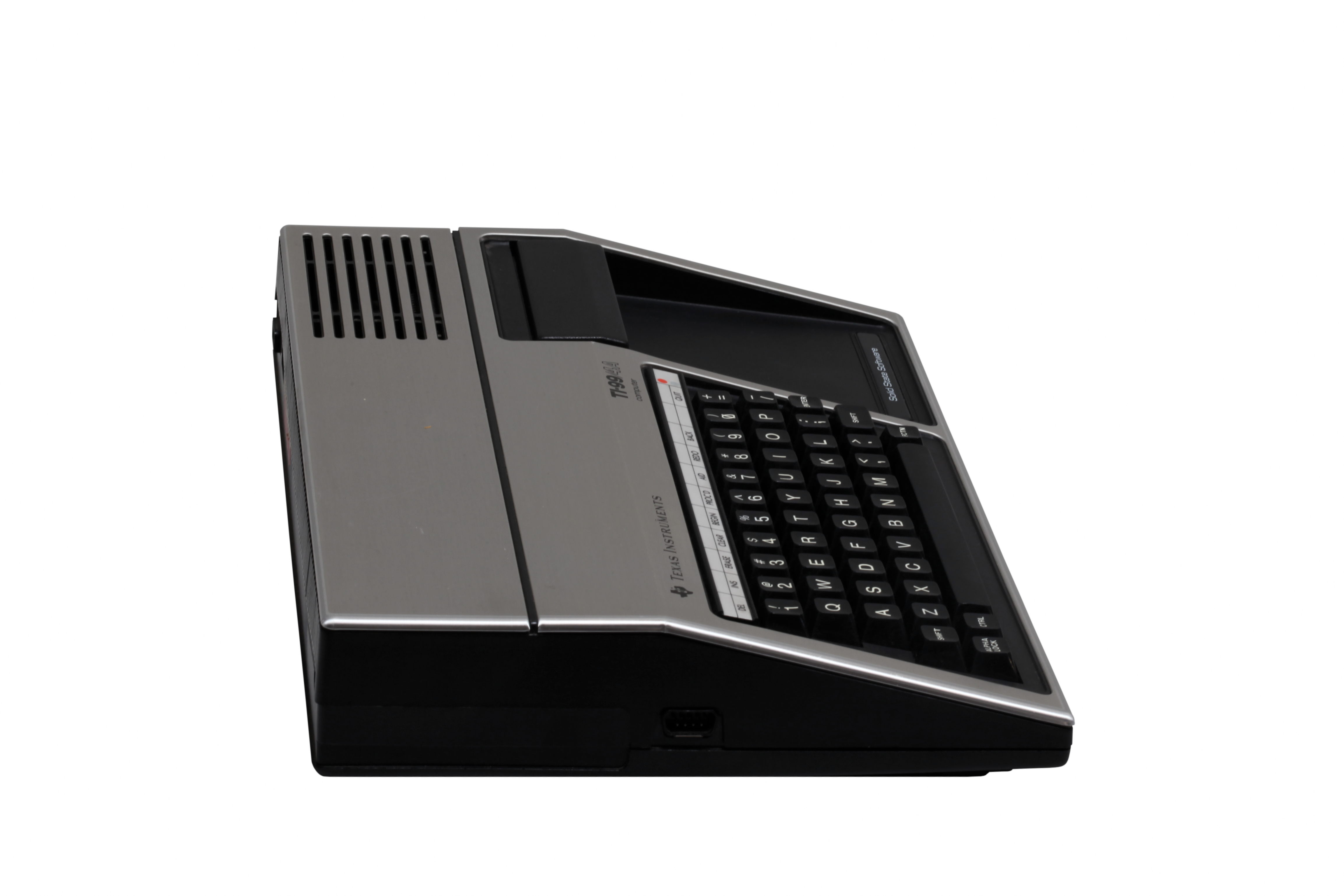
Seitenansicht (links)
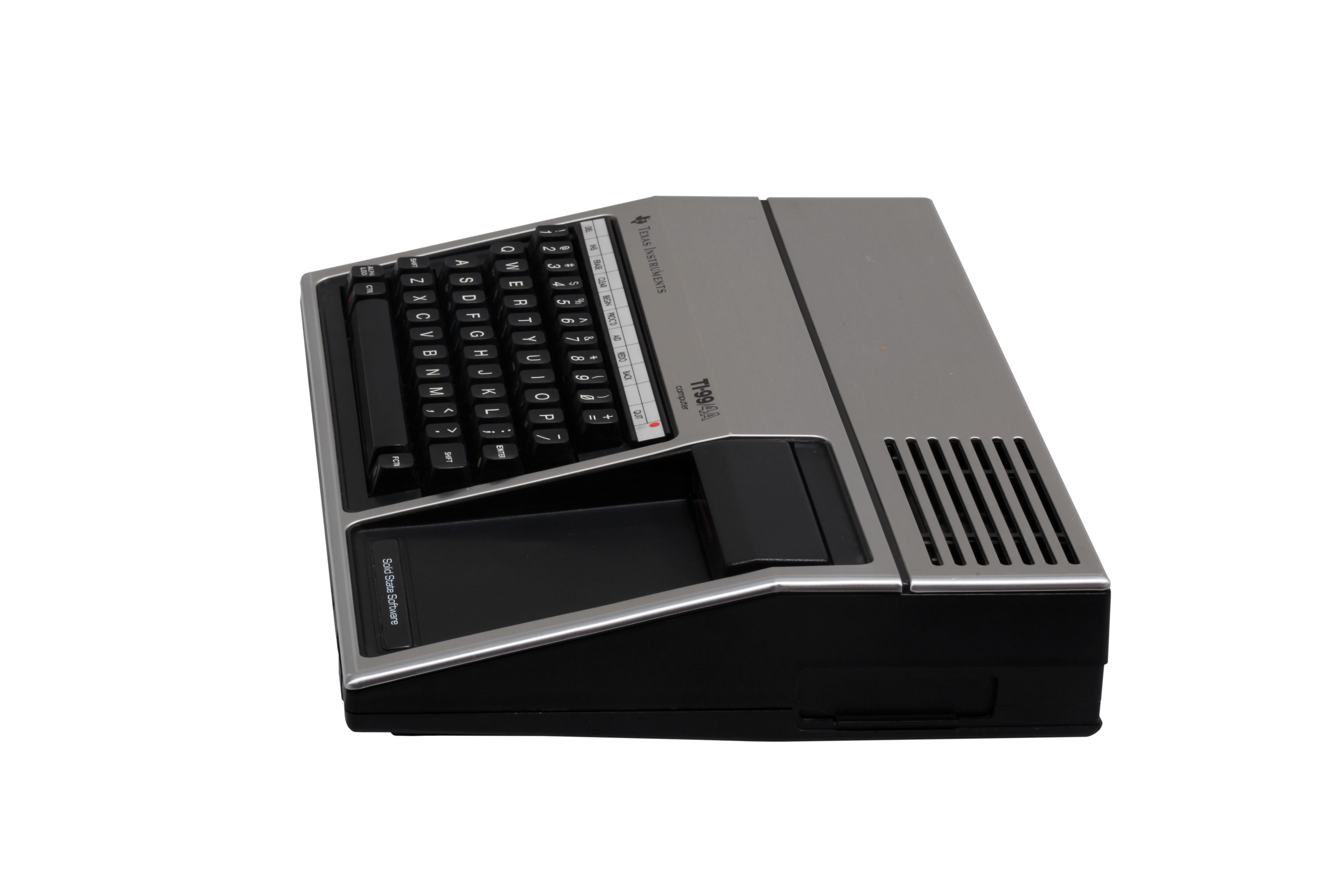
Seitenansicht (rechts)
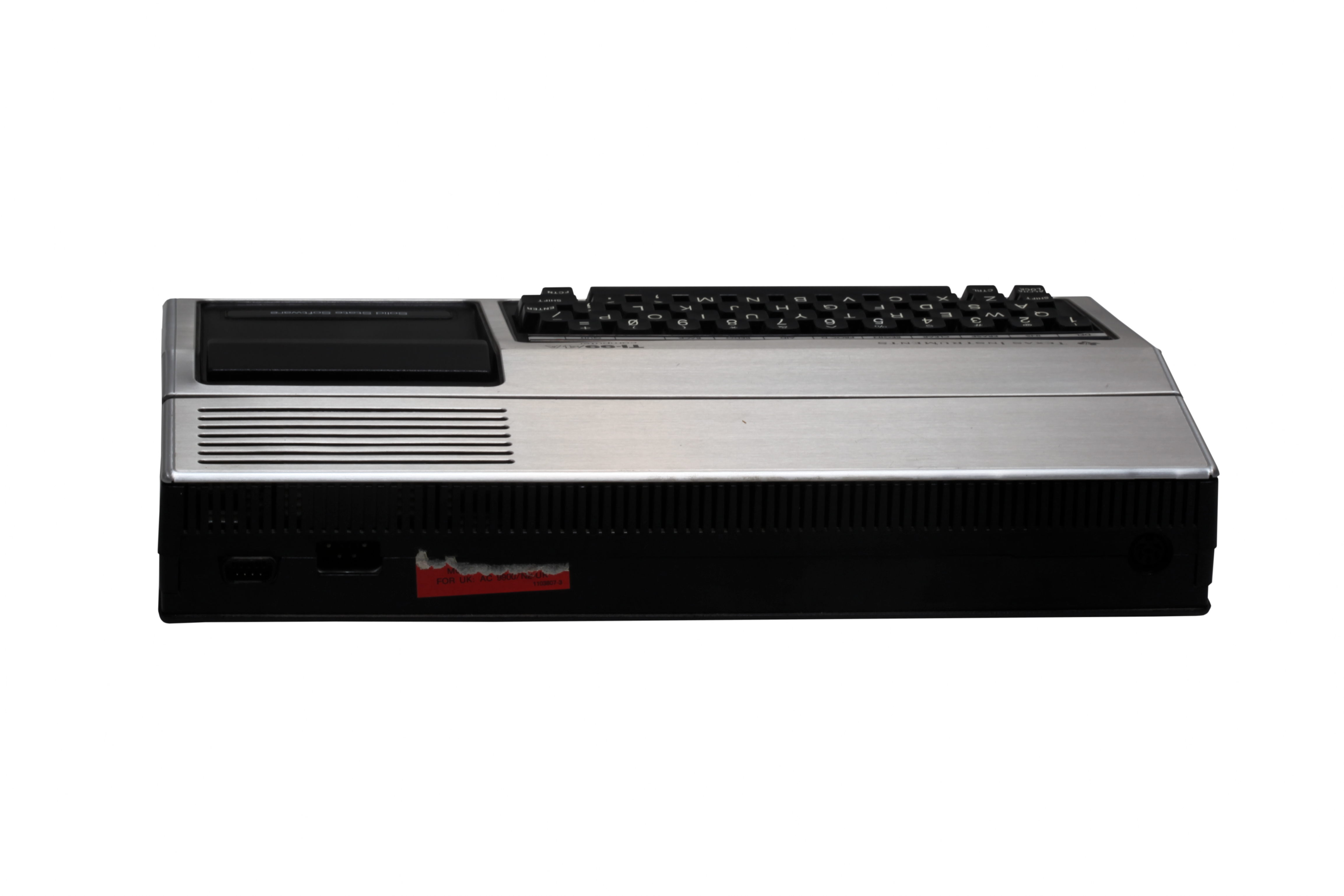
Rückansicht

### Tastatur
Die mechanische QWERTY-Schreibmaschinentastatur des TI-99/4A weist 48 alphanumerische Tasten sowie ein weit von heutigen Standards entferntes Layout auf. Eine Version mit deutscher Tastaturbelegung gibt es nicht. Die Tasten des Hauptblocks sind in fünf Reihen angeordnet. Lediglich eine rechts neben der Leertaste zu findende Funktionstaste gehört zur Ausstattung. Abgesehen von der sehr breiten Leertaste und der rechten Shifttaste besitzen alle weiteren Sondertasten dieselbe Größe wie die einfachen alphanumerischen Tasten. Ein Ziffernblock zur Eingabe größerer Zahlenmengen fehlt ebenso wie eine Tabulatortaste im Hauptblock. Dafür wartet der Rechner mit einer feststellbaren Umschaltsperre auf.
Die Funktionstaste dient nicht den heute üblichen Funktionen wie Hilfe, Suchen oder Löschen, sondern ebenso wie die Steuerungstaste der Mehrfachbelegung einzelner Tasten. Während die Buchstabentasten meist doppelt belegt sind, weisen die numerischen Tasten fast alle sogar Dreifachbelegungen auf. Zwecks Erleichterung der Bedienung sind die Mehrfachbelegungen auf einer Tastaturschablone oberhalb des Tastenfeldes verzeichnet. Die wichtigsten Editierfunktionen sowie einige häufig verwendete Befehle des TI BASIC lassen sich durch gleichzeitiges Betätigen der Funktionstaste und bestimmter Zifferntasten aktivieren. Die Pfeiltasten sind insofern ungewöhnlich, als sie nicht in einem abgesetzten Cursorblock liegen, sondern ebenfalls nur über doppelbelegte Buchstabentasten im Hauptblock aktivierbar sind. Über einen 15-poligen Pfostenstecker und ein entsprechendes Kabelbündel ist die Tastatur mit der Hauptplatine verbunden.
| Buchstabentaste | W | E | R | T | U | I | O | P | A | S | D | F | G | Z | X | C |
| + FCTN          | ~ | ↑ | [ | ] | - | ? | ' | " | : | ← | → | { | } | \ | ↓ | ´ |

### Schnittstellen
Der TI-99/4A verfügt über sechs Schnittstellen. Auf der linken Seite befindet sich eine neunpolige Sub-D-Buchse, mit deren Hilfe Joysticks, Paddles oder vergleichbare digitale Steuergeräte angeschlossen werden können. Trotz ihrer äußerlichen Ähnlichkeit ist die Belegung der neun Pole jedoch nicht mit dem damals von den Atari-Joysticks gesetzten Standard kompatibel. Im Gegensatz zu den meisten Heimcomputern gibt es nur einen Joystickanschluss. Auf der rechten Seite befindet sich der Expansionsport. Dabei handelt es sich um einen ins Gehäuse eingelassenen Platinenstecker mit 44 Kontakten, der im unbenutzten Zustand mit einem Schutzdeckel versiegelt wird. Der Expansionsport  ermöglicht eine direkte Verbindung mit dem Systembus. So lassen sich Diskettenlaufwerke, Drucker und Modems, aber auch Speichererweiterungen usw. an den Rechner anschließen.
Auf der Rückseite findet sich links eine weitere neunpolige Sub-D-Buchse, die auf den Anschluss handelsüblicher Kassettenrekorder ausgerichtet ist. Rechts neben der Kassettenschnittstelle befindet sich ein vierpoliger Anschluss für das Netzteil. Auf der rechten Seite weist der Rechner eine fünfpolige (NTSC) bzw. sechspolige DIN-Buchse (PAL/SECAM) auf. Mittels dieser Buchse kann der Rechner mit einem Monitor, über einen zusätzlichen HF-Modulator aber auch mit einem Fernsehgerät betrieben werden. Das Audiosignal wird ebenfalls über die DIN-Buchse ausgegeben. Der Modulschacht weist 18  zur Aufnahme der in den Steckmodulen verwendeten Platinenstecker gedachte Kontakte auf.

Schnittstellen an den Seiten und der Rückseite des TI-99/4A
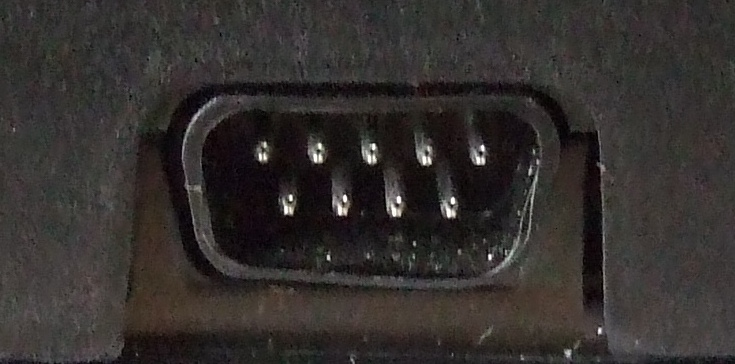
Joystickanschluss (links)
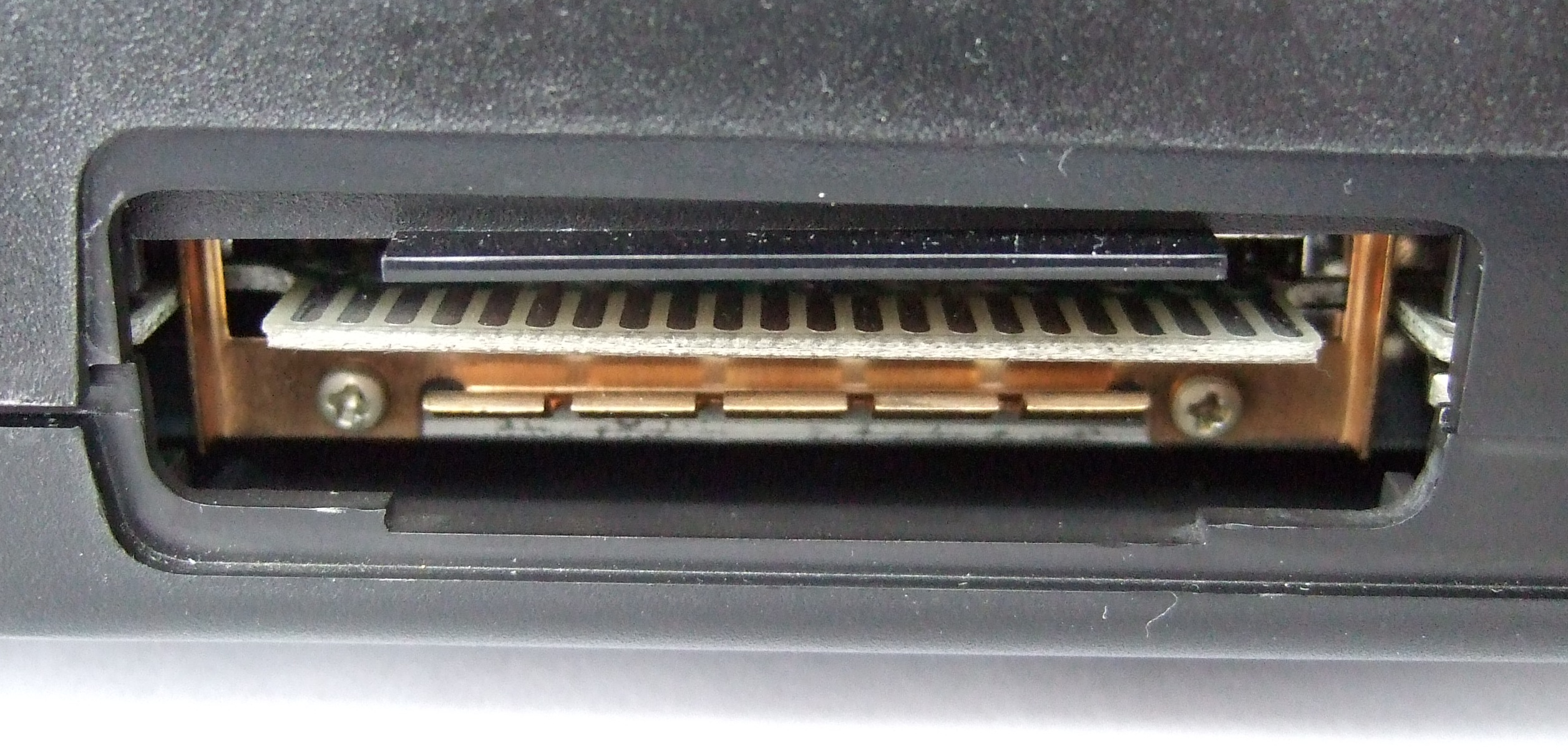
Expansionsport (rechts)
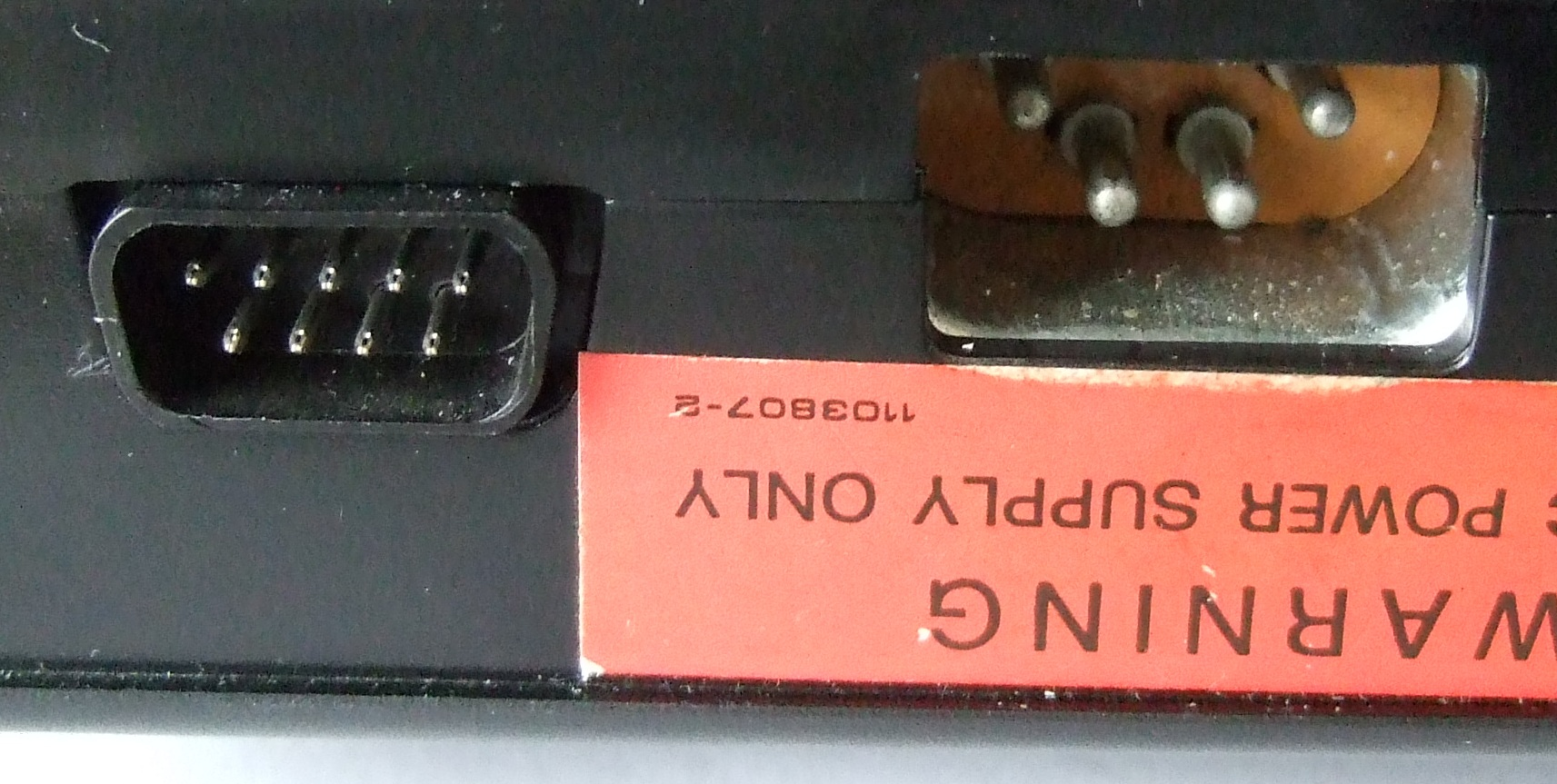
Kassettenschnittstelle und Stromanschluss (hinten)
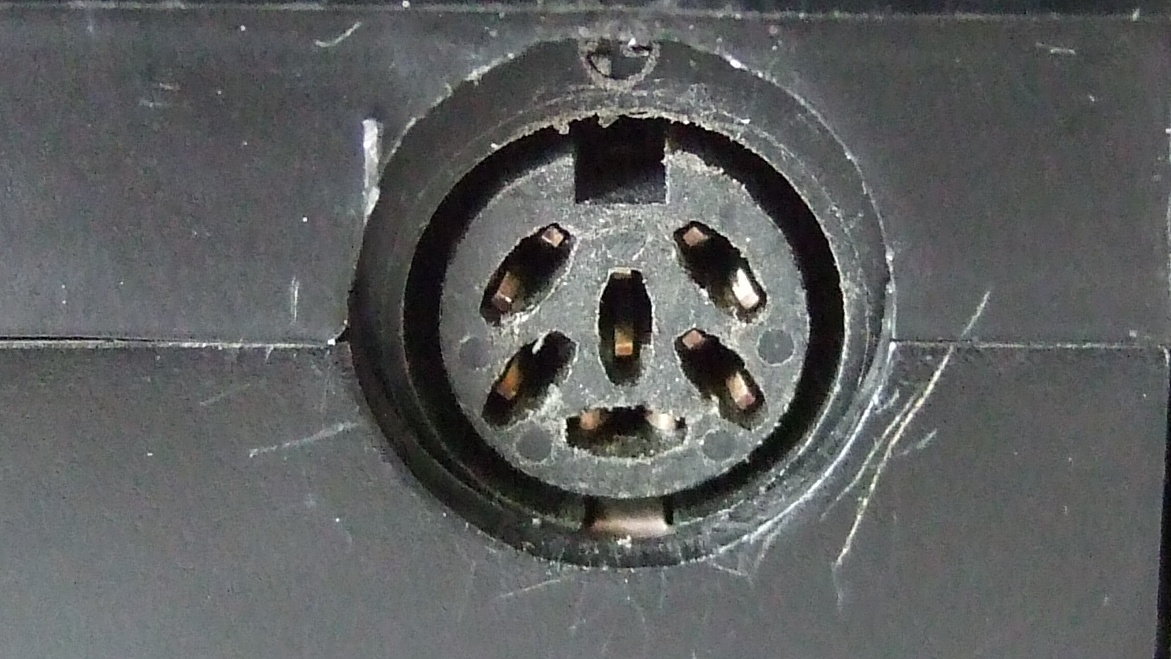
PAL-Video-Ausgang (hinten)

## Peripheriegeräte

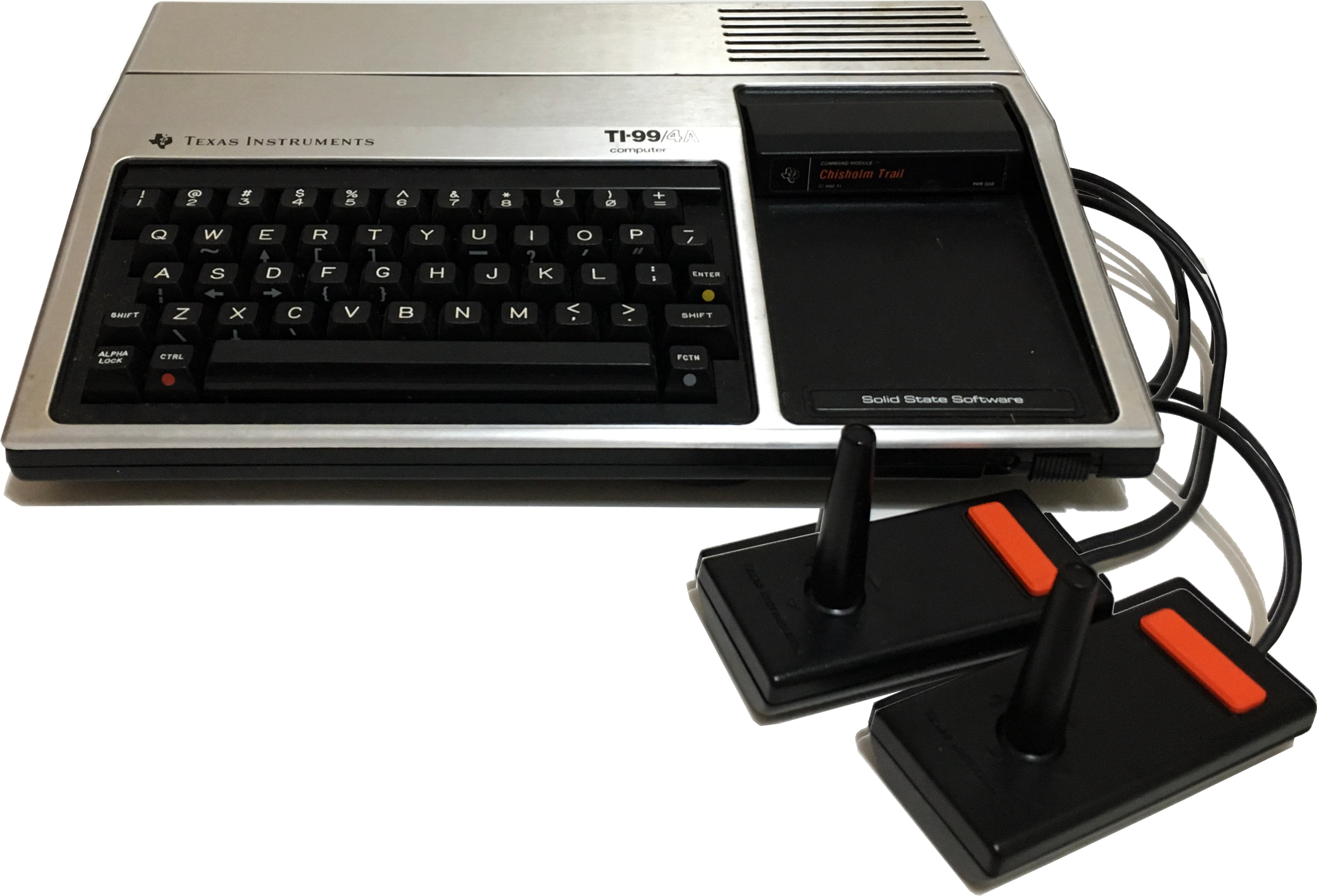
TI-99/4A mit zwei über eine Kabelpeitsche an den Joystickport angeschlossenen Joysticks (1982)

Neben den von TI speziell für den TI-99/4A entwickelten Peripheriegeräten lassen sich auch die sogenannten „Sidecars“ (deut. „Seitenwagen“ oder auch „Beiwagen“) des Vorgängermodells TI-99/4 verwenden. Darüber hinaus existieren weitere Zusätze von Fremdherstellern wie A/D Electronics, Axiom, Boxcar Peripherals, CorComp, Doryt Systems, Horizon, ISC, Millers Graphics, Myarc, Navarone, Newport Controls, Percom Data sowie Triton, die teilweise auch erst nach der Produktionseinstellung des TI-99/4A im Jahr 1983 ausgeliefert wurden.
Der Herstellungszeitpunkt und -ort sämtlicher in den frühen 1980er-Jahren hergestellter TI-Produkte lässt sich anhand ihrer Seriennummern feststellen: Diese bestehen jeweils aus einer Zahl mit bis zu sechs Stellen gefolgt von einer Kombination aus drei Buchstaben mit einer vierstelligen Zahl. Die Buchstaben ATA bezeichnen dabei das TI-Zweigwerk in Abilene, ATD steht für Austin, LTA für Lubbock, ACH für Almelo (Niederlande) und RCI für Rieti (Italien). Die ersten beiden Ziffern der sich anschließenden vierstelligen Zahl beziehen sich auf die Kalenderwoche des durch die letzten beiden Ziffern gekennzeichneten zugehörigen Produktionsjahres.

### Peripheral Expansion System

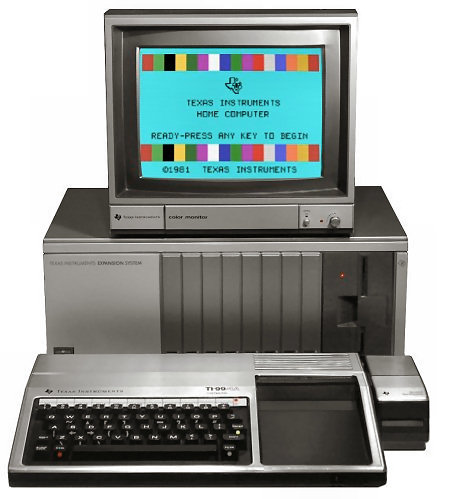
TI-99/4A mit TI-Sprachmodul, TI-Farbmonitor nebst Startmenü und Peripheral Expansion System (1982)

Die Sidecars stellten sich bereits bei der Nutzung mit dem TI-99/4 aufgrund ihres hohen Platzbedarfs und der Fülle an Kabeln auf dem Schreibtisch als unpraktisch heraus. Als Alternative entwickelte TI daraufhin das auf der Winter Consumer Electronics Show 1982 vorgestellte „Peripheral Expansion System“ (PES) mit der Typennummer PHP1200. Das Gerät mit eigener Stromversorgung verfügt über acht Steckplätze für die Erweiterungskarten der anzuschließenden Peripheriegeräte, einen Schacht zur Unterbringung von bis zu zwei 5¼-Zoll-Diskettenlaufwerken einfacher Bauhöhe, einen Ventilator zur Kühlung sowie einer mitgelieferten Schnittstellenkarte zum Anschluss an den Computer. Das PES kam in zwei fast identischen, jeweils kompatiblen Versionen in einem stabilen Metallgehäuse auf den amerikanischen Markt. Für die europäischen Absatzgebiete und die dort üblichen Netzspannungen wurden entsprechend angepasste Varianten produziert. Die deutsche Version war im September 1983 im Paket mit dem TI-99/4A für 1.500 DM erhältlich. Insgesamt wurden 250.000 Exemplare des rund 250 USD teuren PES abgesetzt.
Die damals in dieser Form neuartigen Erweiterungskarten besitzen solide Metall- bzw. Kunststoffgehäuse nebst Statusanzeige und verfügen auf der Unterseite über einen 30-poligen Platinenstecker, über den die Verbindung mit dem PES hergestellt wird. Sie funktionieren ähnlich unkompliziert wie heutige Plug-and-Play-Karten und können ohne vorherige Treiberinstallation sofort nach dem Einstecken verwendet werden. Die folgende Auflistung liefert eine Übersicht der von TI produzierten Erweiterungen:
- PHP1220  RS-232-Schnittstellenkarte (englisch „RS-232 Interface“)
- PHP1240  Laufwerksteuerungskarte (englisch „Disk Controller“)
- PHP1250  5¼-Zoll-Diskettenlaufwerk (englisch „Disk Memory Drive“)
- PHP1260  32-KB-RAM-Speicherkarte (englisch „32 Kilobyte Memory Expansion“)
- PHP1270  P-Code-Interpreterkarte (englisch „P-Code Version 4.0“)
- PHP1280  P-Code-Interpreterkarte mit UCSD-Pascal-Integrierte Entwicklungsumgebung (englisch „Pascal Development System“)

#### RS-232-Schnittstellenkarte

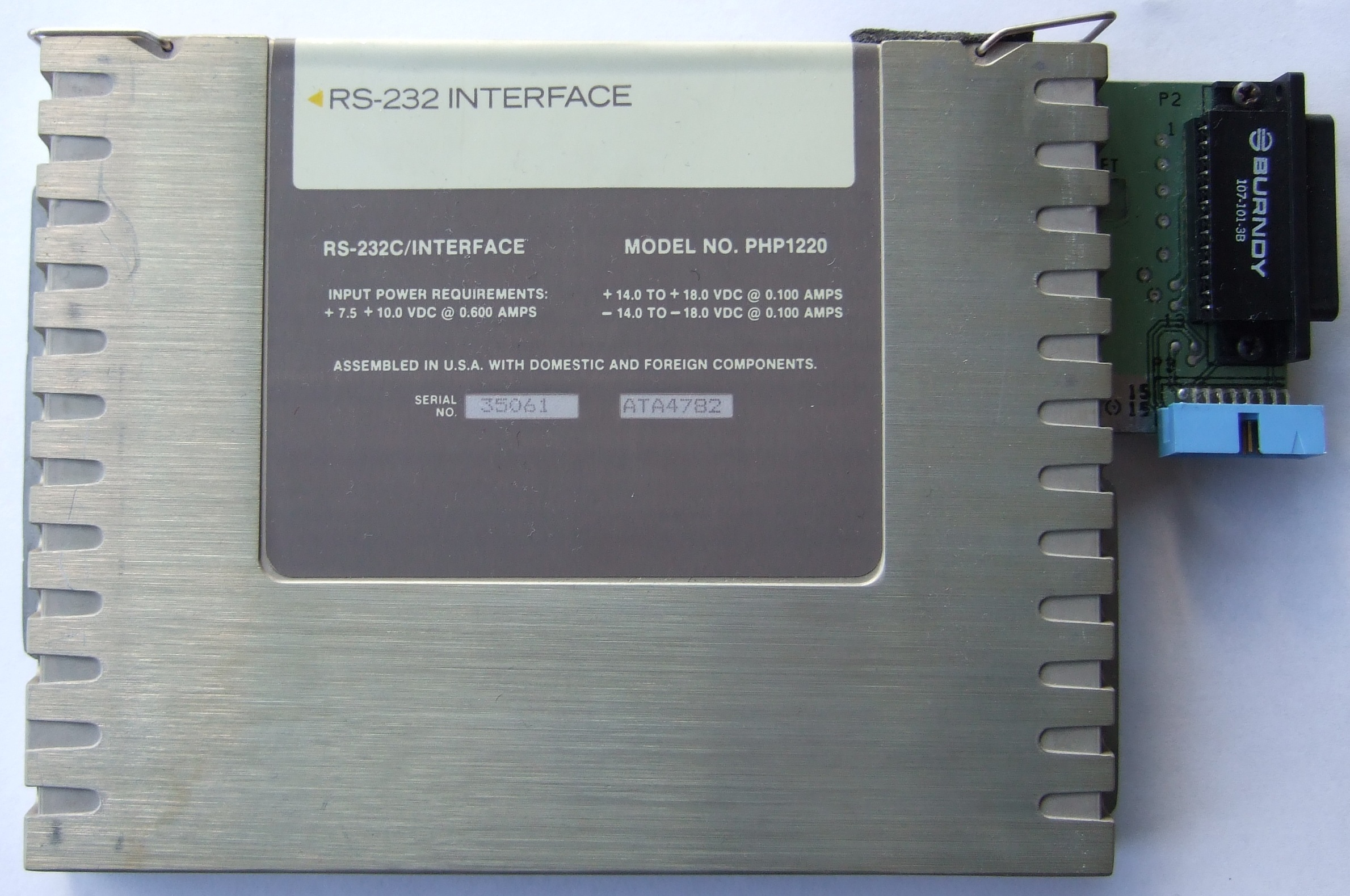
RS-232-Schnittstellenkarte (1982)

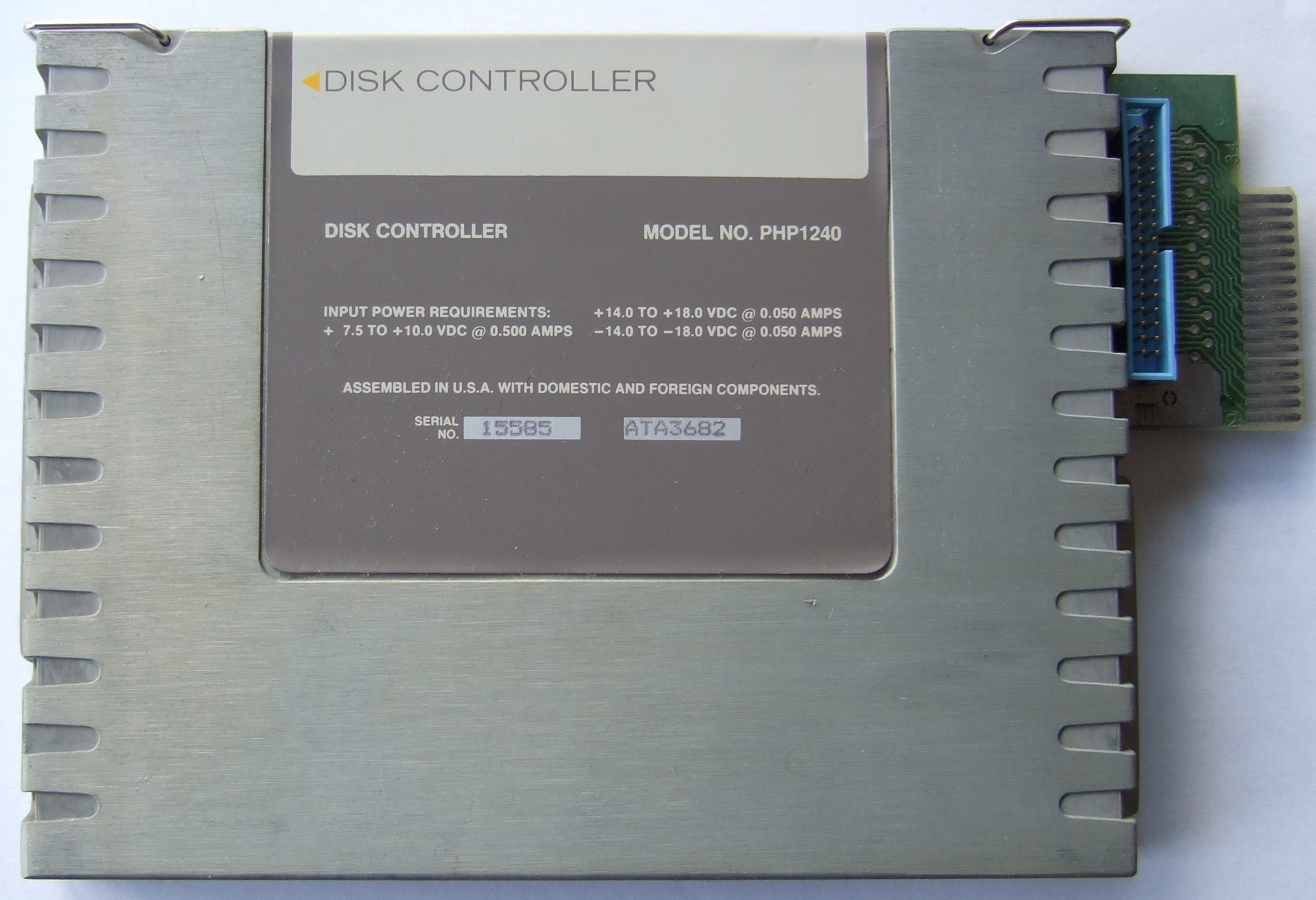
Laufwerksteuerungskarte (1982)

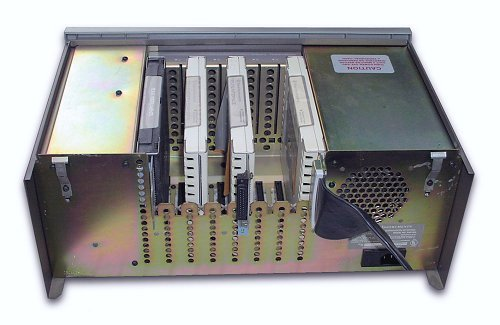
Rückseite des PES mit Schächten für Erweiterungskarten (1982)

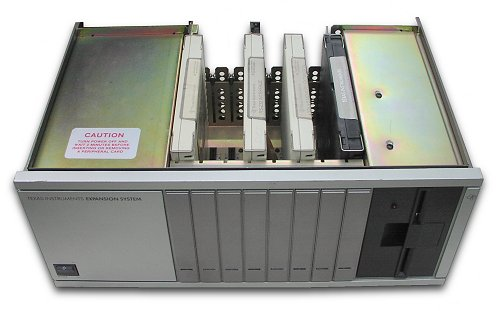
Vorderseite des PES mit Schächten für Erweiterungskarten (1982)

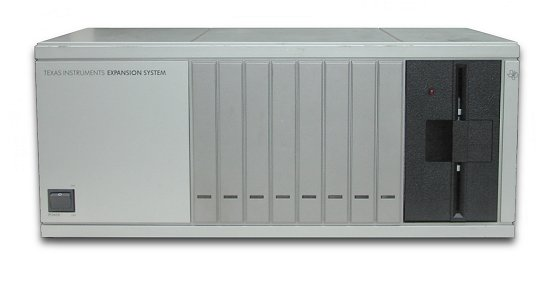
Vorderseite des PES mit 5¼-Zoll-Diskettenlaufwerk (1982)

Die seinerzeit für 174,95 USD angebotene RS232-Schnittstellenkarte besitzt zwei Anschlussbuchsen: Eine nach dem namengebenden RS232-Standard ausgeführte Buchse mit 25 Anschlusspins und zwei seriellen Schnittstellen zur Verbindung mit RS232C-kompatiblen Peripheriegeräten und eine als parallele Schnittstelle ausgeführte Buchse mit 16 Anschlusspins. Die Treibersoftware zur Umsetzung der Übertragungsprotokolle ist in einem 4-KB-ROM-Chip auf der Platine der RS232-Schnittstellenkarte untergebracht und gestattet über entsprechende TI-Extended-BASIC-Befehle eine Steuerung der Datenübertragung sowohl zwischen lokalen als auch fernvernetzten Rechnern.
An die RS232-Buchse können mit Hilfe eines sogenannten Y-Kabels maximal zwei Peripheriegeräte gleichzeitig angeschlossen werden, wobei die softwareseitig einstellbaren Datenübertragungsraten von 110, 300, 600, 1.200, 2.400, 4.800 und 9.600 Baud relativ gering sind. Höhere Datenübertragungsraten lassen sich über die parallele, jedoch nicht zum damals weit verbreiteten Centronics-Standard pinkompatible 8-Bit-Schnittstelle realisieren. Bei Benutzung eines entsprechenden Adapterkabels können beispielsweise mit Centronics-Schnittstelle ausgestattete Drucker, Plotter und Terminals von Fremdherstellern angeschlossen werden. Mit dem PES lassen sich maximal zwei RS232-Schnittstellenkarten gleichzeitig betreiben.

#### Laufwerksteuerungskarte
Bei der Laufwerksteuerungskarte handelt es sich um eine mit einem Floppy-Disk-Controller des Typs FD1771 von Western Digital sowie einem 8-KB-ROM-Chip ausgestattete Steuereinheit zum Verwalten von bis zu drei 5¼-Zoll-Diskettenlaufwerken. Der Floppy-Disk-Controller führt alle Diskettenoperationen aus und übernimmt die Steuerung der Motoren und magnetischen Schreib-Lese-Köpfe der angeschlossenen Laufwerksmechaniken. Der Festspeicher enthält die hierfür benötigten vier Gerätetreiberroutinen. Darüber hinaus verwaltet die Steuereinheit auch die Disketten-Inhaltsverzeichnisse mit ihren indizierten Dateien. Abgelegt werden die Inhaltsverzeichnisse in den Sektoren 0 und 1 der ersten Spur.
Der Betrieb der Laufwerksteuerungskarte ist nur mit dem achten Steckplatz, der sich direkt neben dem Laufwerksschacht befindet, möglich. Die Verbindung mit der Laufwerksmechanik erfolgt über ein entsprechendes Kabel, das mit dem 34-poligen Anschluss auf der Rückseite verbunden wird. Weitere zwei Laufwerke können im Daisy-Chain-Verfahren an das erste Diskettenlaufwerk angeschlossen werden. Für eine Laufwerksteuerungskarte inklusive des für die Inbetriebnahme unverzichtbaren Steckmoduls mit dem Diskettenbetriebssystem Disk Manager mussten seinerzeit rund 300 USD investiert werden.

#### 5¼-Zoll-Diskettenlaufwerk
Das seinerzeit rund 400 USD teure 5¼-Zoll-Diskettenlaufwerk besitzt auf der Vorderseite ein Disketteneinschubfach nebst Klappverschluss sowie eine Statusanzeige. Auf der Rückseite befindet sich ein Kabel zwecks Anschluss an die interne Stromversorgung des PES sowie ein weiteres 34-poliges Kabel für die Verbindung mit der Laufwerksteuerungskarte.
Die Laufwerksmechanik verwendet einen magnetischen Schreib-Lese-Kopf mit einer mittleren Zugriffszeit von 463 Millisekunden. Das Laufwerk gestattet das Abspeichern eines Datenvolumens von bis zu 89 KB auf einer Diskettenseite (englisch „Single Sided“) in einfacher Dichte (englisch „Single Density“). Pro Diskettenseite werden dabei 40 Spuren mit jeweils neun Sektoren verwendet.

#### 32-KB-RAM-Speicherkarte
Die 32-KB-RAM-Speicherkarte weist 16 vom Unternehmen Mostek stammende 1-Bit-DRAM-Chips des Typs MK4116 mit 16 Anschlusspins und einer Kapazität von jeweils 2 KB auf. Die zusätzlichen DRAM-Chips vergrößern den frei programmierbaren Arbeitsspeicher des TI-99/4A auf 48 KB RAM. Damit erreicht der Rechner in Bezug auf die Speicherkapazität seine höchste Ausbaustufe. Mittels des Mini Memory-Steckmoduls können dem System allerdings noch weitere 4 KB SRAM hinzugefügt werden, die den Arbeitsspeicher insgesamt sogar auf 52 KB bringen.
Der zusätzliche Arbeitsspeicher ist mit dem Datenbus des PES über acht Datenleitungen verbunden. Wie beim ab Werk eingebauten Arbeitsspeicher können Daten also nur mit 8-Bit-Wortbreite in die Speicherzellen der Erweiterungskarte eingeschrieben oder dort ausgelesen werden. Die Speicherkarte besitzt zwecks Hardwarefehlerlokalisierung eine automatische Selbsttestfunktion und wird zur Inbetriebnahme einfach in einen der Steckplätze des PES eingesteckt, bevor der Rechner eingeschaltet wird. Der Neupreis lag seinerzeit bei 300 USD.

#### P-Code-Interpreterkarte
Mit Hilfe der P-Code-Interpreterkarte kann die Compiler-Hochsprache UCSD-Pascal mit dem TI-99/4A betrieben werden. Statt einer tatsächlichen besitzt die P-Code-Interpreterkarte lediglich eine virtuelle CPU mit eigenem hardwareunabhängigen Befehlssatz, die sogenannte „Pseudo-Maschine“, und einen aus einem 2-KB-ROM-Chip, einem 4-KB-ROM-Chip sowie acht 6-KB-GROM-Chips bestehenden Festspeicher von insgesamt 54 KB. Dieser enthält neben der Software-Emulation der auf keinem tatsächlich verwendeten Mikroprozessor basierenden hypothetischen CPU einen komfortablen P-Code-Interpreter, der für andere Systeme entwickelte UCSD-Pascal-Software verarbeiten kann.
Die P-Code-Interpreterkarte kann nur verwendet werden, sofern neben einer 32-KB-RAM-Speichererweiterung auch ein Diskettenlaufwerk oder Kassettenrekorder an den Rechner angeschlossen ist. Mit Hilfe eines Schalters auf der Rückseite kann sie vor Inbetriebnahme des Rechners aktiviert werden. Bei aktivierter Karte wird nach dem Einschalten innerhalb von 30–60 Sekunden zunächst der P-Code-Interpreter initialisiert. Danach wird der Befehlsmodus des P-Code-Interpreters ausgeführt.
In Ergänzung zur P-Code-Interpreterkarte wurde 1982 ein UCSD-Pascal-Softwarepaket für 499,95 USD auf den Markt gebracht. Es besteht aus folgenden Komponenten:
- PHD5063 UCSD Pascal Compiler (überführt in Pascal geschriebene Programme in Pseudocode, der dann vom P-Code-Interpreter in Maschinensprache übersetzt wird)[200][201]
- PHD5064 UCSD Pascal System Assembler/Linker (Softwarepaket mit Programmierumgebung für Assemblersprache und Linker)[201]
- PHD5065 UCSD Pascal System Editor/Filer/Utilities (Softwarepaket mit 40-Zeichen-Texteditor und modernem Diskettenbetriebssystem inklusive Zeitstempeln sowie Hilfsprogrammen)[200]

### Sonstige Speichergeräte und Speichermedien

#### Programmrekorder

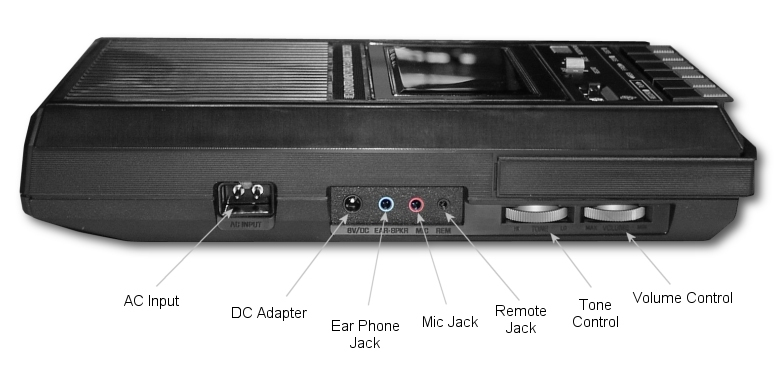
TI-Programmrekorder mit seitlichen Drehreglern und Anschlüssen (1982)

Der TI-99/4A konnte mit handelsüblichen Kassettenrekordern betrieben werden; TI brachte aber trotzdem einen speziell auf den Rechner zugeschnittenen Programmrekorder (englisch „TI Program Recorder“) mit einer Datenübertragungsrate von 450 Baud heraus. Das Gerät mit der Typennummer PHP2700 verfügt über alle üblichen Eigenschaften eines Kassettenrekorders, ist aber für zusätzlich für den Gebrauch als Speichergerät optimiert. Der Preis lag bei 70 USD.
Der Programmrekorder ist auf Kompaktkassetten des Formats C60 mit 30 Minuten Abspielzeit pro Seite zugeschnitten und wurde in zwei an das Design der beiden Versionen des TI-99/4A angepassten Varianten angeboten. Er verfügt neben Tasten für Aufnahme, Abspielen, Rückwärts- und Vorwärtsspulen, Anhalten und Auswerfen über zwei Drehregler für Lautstärke (englisch „Volume Control“) und Klang (englisch „Tone Control“), einen eingebauten Lautsprecher, ein serienmäßiges Mikrofon sowie eine Pausetaste. Darüber hinaus ist der Programmrekorder mit einem Zählwerk ausgestattet und besitzt drei Anschlüsse für eine Verbindung mit der Konsole (englisch „Ear Phone Jack“, „Mic Jack“ und „Remote Jack“). Die Stromversorgung erfolgt intern über vier Babyzellen mit insgesamt 6 Volt oder extern wahlweise über einen Gleichstromadapter (englisch „DC Adapter“) oder das Stromnetz (englisch „AC Input“).
Das Gerät war für seine Zuverlässigkeit, aber auch seine Langsamkeit bekannt. Beide Eigenschaften ergeben sich aus dem vom Kansas-City-Standard abweichenden redundanten Aufzeichnungsverfahren. Sämtliche Datensätze werden dabei gleich zweimal aufgenommen und überdies Prüfsummenbytes zur Erkennung von Datenübertragungsfehlern verwendet. Zum Einlesen der Daten werden vom Timer des TMS9901 die genauen Längen der Halbwellen des Audiosignals vermessen und in für den Computer verständlichen Binärcode übertragen. Eine lange Halbwelle (689,37 Hz) bedeutet dabei eine Null, zwei kurze Halbwellen (1379 Hz) stehen dagegen für eine Eins. Beim Aufnehmen einer neuen Datei wird das Magnetband zunächst einige Sekunden vorgespult und dann ein Dauerton mit konstanter Frequenz aufgezeichnet.
Der aus diesem Verfahren resultierende typische TI-Sound war jedem Benutzer wohlvertraut und fand sogar im damaligen Leitmedium Fernsehen Verwendung. Der Fachbuchautor und TI-99/4A-Experte Rainer Heigenmoser arbeitete als technischer Berater in der Computerkriminalität thematisierenden dreiteiligen deutschsprachigen ARD-Fernsehserie Bastard (1989) mit. Darin wird an einer Stelle ein Faxgerät gezeigt. Das bei der Faxübertragung verwendete Overdub für das Betriebsgeräusch stammt jedoch nicht von einem Faxgerät, sondern von einem Daten auf Kassette speichernden TI-99/4A.

#### Steckmodule

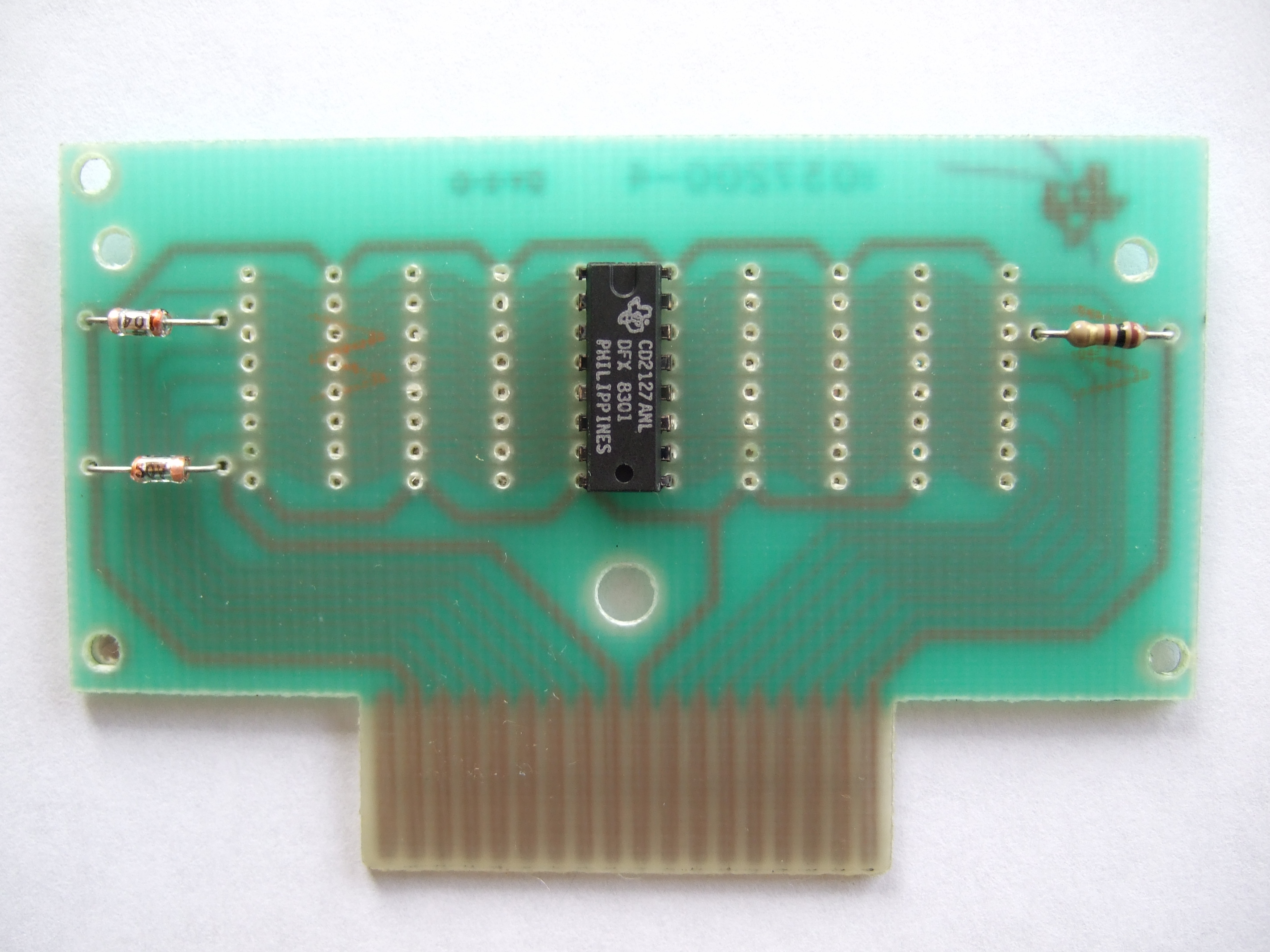
Steckmodulplatine mit GROM-Chip und Platinenstecker (1983)

Im Gegensatz zu den damals vorherrschenden Speichermedien wie Kompaktkassette oder Diskette entfallen bei den Steckmodulen (englisch „Solid State Software Cartridges“ bzw. „Command Modules“) durch die Verwendung von Nur-Lese-Speichern die lästigen Ladezeiten. Allerdings können die Steckmodule im Gegensatz zu diesen Datenträgern nicht kopiert und nur bei Verwendung von EPROM- oder batteriegepufferten RAM-Chips beschrieben werden. Aufgrund der relativ hohen Produktionskosten von ca. 6 USD pro Einheit waren die Steckmodule überdies relativ teuer.
Die von rechteckigen Kunststoffgehäusen geschützten Steckmodulplatinen besitzen einen Platinenstecker mit 18 Kontakten und enthalten meist einen 6-KB-GROM-Chip. Dieser wird im Gegensatz zur herkömmlichen Praxis nicht in den vergleichsweise kleinen Arbeitsspeicher des TI-99/4A kopiert, sondern als zusätzliche Speicherbank verwendet. Die sogenannten „Multimodule“ besitzen mehrere GROM-Chips mit weiteren Programmen, zwischen denen mit Hilfe des Adressdecoders gewählt werden kann. Insgesamt können bis zu 30 KB GROM hinzugefügt werden. Daher befinden sich auf den Steckmodulplatinen fünf Steckplätze. Darüber hinaus besteht die Möglichkeit des Hinzufügens von bis zu 8 KB EPROM bzw. 4 KB RAM. TI schloss mit einer Reihe von Drittanbietern wie Imagic, Milton Bradley, Walt Disney oder Addison-Wesley Verträge ab, die diesen Unternehmen die Entwicklung eigener Steckmodul-Software gestattete, wobei die Herstellung der patentierten GROM-Chips und der Vertrieb der fertigen Steckmodule in den Händen von TI verblieben.

### Sonstige Ausgabegeräte

#### Farbmonitor
TI produzierte eigens für den TI-99/4A einen an das Design des PES angepassten 10-Zoll-Farbmonitor (englisch „TI Color Monitor“) mit einer Maximalauflösung von 720 × 300 Pixeln. Das Gerät mit der Typennummer PHA4100A verfügt über eine eigene Stromversorgung sowie zahlreiche Regler, etwa zur Einstellung von Farbintensität, Kontrast oder Helligkeit. Es wurde in jeweils eigenen Versionen für die Standards NTSC, PAL und SECAM hergestellt. Es kostete rund 400 USD.

#### Sprachmodul
TI entwickelte bereits 1979 ein Sprachmodul (englisch „Solid State Speech Synthesizer“) für den Vorgänger TI-99/4, das den Rechner bei einem Preis von rund 100 USD mit der Fähigkeit zur künstlichen Sprachausgabe ausstattete und auch mit dem TI-99/4A verwendet werden kann. Die Sprachsynthese war eine Spezialität von TI und wurde in einer eigens hierfür gegründeten Abteilung erforscht. Allerdings steckte sie damals noch in den Kinderschuhen.
Im Sprachmodul verbaut ist ein 8-Bit-Sprachchip des Typs TMS5200, der zur zweiten Generation der von TI entwickelten Spezialchips für Sprachsynthese gehört. Der TMS5200 besitzt einen Puffer für Sprachdaten sowie 4-Bit-Steuerbusstrukturen. Daneben verfügt das Sprachmodul über zwei speziell entwickelte 16-KB-Sprach-ROM-Chips des Typs TMS6100 mit hochkomprimierten Sprachdateien. Diese setzen sich aus immer wieder abrufbaren und somit speichersparenden digitalen Repräsentationen stimmhafter wie stimmloser Phoneme zusammen, was von den TI-Entwicklern als „Linear Predictive Coding“ bezeichnet wurde.  Vom Sprachchip können diese Sprachdateien über direkten seriellen Zugriff eingelesen werden. Der Sprachchip simuliert dabei ein Filtermodell des Vokaltraktes und speist dieses mit den eingelesenen Daten, um eine synthetische Wellenform zu generieren. Der Output dieses Filtermodells durchläuft einen Digital-Analog-Umsetzer, der abschließend als Audiosignal verwendet und an die Tonausgabe des Rechners weitergeleitet wird. Die Sprach-ROM-Chips verfügen zudem über 373 vorprogrammierte, vom TI BASIC aus direkt abrufbare Wörter, die zu einfachen Sätzen miteinander kombiniert werden können. Einige Arcadespiele wie Parsec machen zwecks Schaffung einer realistischen Spielatmosphäre von den Fähigkeiten des Sprachmoduls Gebrauch.

#### Drucker
TI brachte im Herbst 1982 für ca. 750 USD einen Schwarzweiß-Matrixdrucker (englisch „TI 99/4 Impact Printer“) mit der Typennummer PHP2500 auf den Markt. Dabei handelt es sich um einen das TI-Logo tragenden Standarddrucker des Typs Epson MX80. Das Gerät beherrscht vier Schrifttypen und druckt wahlweise 40, 66, 80 oder 132 Zeichen pro Zeile bei einer Druckgeschwindigkeit von 80 Zeichen pro Sekunde. Grafiken können wahlweise in zwei unterschiedlichen Auflösungen zu Papier gebracht werden: 480 Pixel pro Zeile (englisch „normal density“) oder 960 Pixel pro Zeile (englisch „dual density“). Auf der Oberseite finden sich Bedientasten für Blattvorschub, Zeilenvorschub und Direktdruck. Auf der Rückseite weist das Gerät eine serielle RS-232-Buchse sowie eine parallele Schnittstelle auf.

### Sonstige Eingabegeräte
TI produzierte duale Joysticks (englisch „Wired Remote Controllers“) mit der Typennummer PHP1100 für den TI-99/4A, die ohne Adapter an keinen anderen Rechner angeschlossen werden konnten. Zwei im Paket angebotene Joysticks wurden dabei über ein gemeinsames Kabel mit dem Joystickanschluss des Rechners verbunden und ihre Signale fortlaufend unter Inkaufnahme verminderter Reaktionszeiten im stetigen Wechsel vom I/O-Baustein abgefragt. Diese Steuergeräte besitzen jeweils einen Steuerknüppel mit acht möglichen Einstellungen und einen breiten Feuerknopf. Sie kosteten rund 35 USD.

### Datenfernübertragung
Für die Datenfernübertragung entwickelte TI bereits 1979 eigens ein als Akustikkoppler ausgeführtes Modem (englisch „TI Telephone Coupler“), das Daten mit einer Geschwindigkeit von 300 Baud übertragen kann. Das Gerät mit der Typennummer PHP1600 besitzt einen Stromanschluss und zwei Schiebeschalter zum Ein-/Ausschalten, Initialisieren des Testlaufs sowie Einstellen der Datenübermittlungsweise. Möglich sind Wechselbetrieb (englisch „Half-duplex“) sowie Gegenbetrieb (englisch „Full-duplex“). Zum Betrieb muss über eine der RS-232-Schnittstellen eine Verbindung zum Rechner hergestellt werden. Der Akustikkoppler kostete seinerzeit ca. 200 USD.

Peripheriegeräte des TI-99/4 und TI-99/4A (Auswahl)
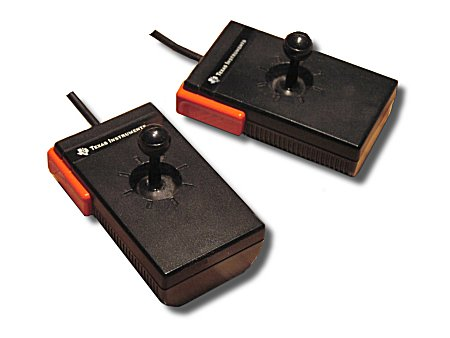
TI-Joysticks (1979)
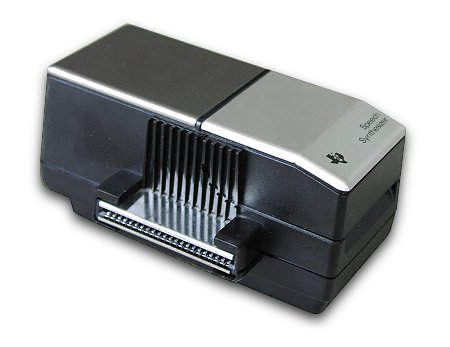
TI-Sprachmodul (1979)
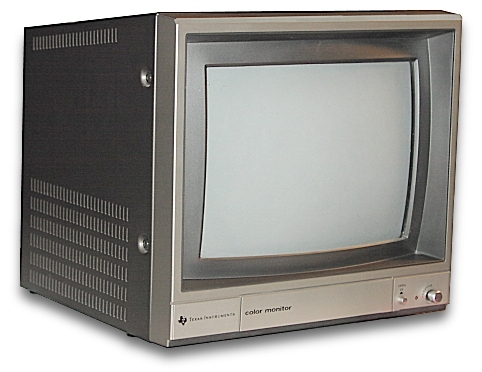
TI-Farbmonitor (1982)
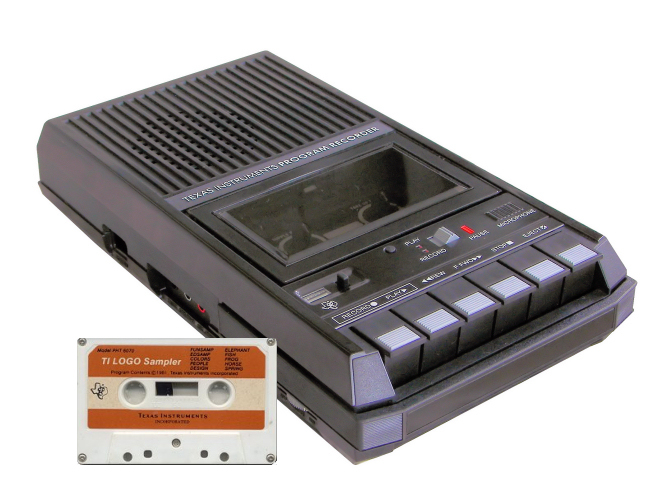
TI-Programmrekorder (1982)

## Software
Für den TI-99/4A waren Ende 1983 etwa 800 verschiedene Programmtitel auf verschiedenen Datenträgern erhältlich, darunter Programmiersprachen, Anwendungssoftware, Lernsoftware und Computerspiele. Der Großteil dieser Programme (ca. 700) wurde von Lizenznehmern bereitgestellt, der Rest stammt von Texas Instruments selbst. Da nur ungefähr jeder zehnte Besitzer des TI-99/4A das teure PES mit dem dazu passenden Diskettenlaufwerk erwarb, wurde die Software hauptsächlich auf Steckmodulen veröffentlicht. Auch nach der offiziellen Produktionseinstellung wurden noch einige Jahre neue Spiele für den Rechner veröffentlicht, beispielsweise von Atarisoft.
Die gesamte zum Betrieb des TI-99/4A benötigte Systemsoftware nebst BASIC-Interpreter befindet sich auf im Gerät verbautem Festwertspeicher und ist deshalb ohne Booten direkt nach dem Einschalten einsatzbereit.

### Systemprogramme

#### Betriebssystemkern und Systemroutinen
Die Konfiguration der Hardware des TI-99/4A sowie des eingebauten TI BASIC übernimmt das aus dem für die Daten-, Geräte- und Prozessverwaltung verantwortlichen Betriebssystemkern sowie zahlreichen Systemroutinen bestehende Betriebssystem. Dazu zählen die Initialisierungsroutine nach dem Einschalten (englisch „power up“) und verschiedene auf den GROM-Chips untergebrachte mathematische Funktionen. Die ROM-Chips enthalten die Systemprogramme zur Ausführung von Interrupts für Bildschirmaufbau, Tastaturabfrage und Betrieb von Peripheriegeräten, zur Steuerung der Kassettenschnittstelle sowie verschiedene Hilfsroutinen, beispielsweise zur Berechnung von Fließkommazahlen. Nach dem Einschalten des Rechners werden sämtliche Einsprungpunkte (Zeiger) und alle vorhandenen GROM-Bausteine initialisiert, der Gerätetreiber für den Kassettenrekorder konfiguriert und danach der Startbildschirm nebst Startmenü erzeugt.

#### Diskettenbetriebssysteme
Zum Betrieb des TI-99/4A mit 5¼-Zoll-Diskettenlaufwerken wurde das nicht zum Lieferumfang der Diskettenlaufwerke gehörende und auf Steckmodul ausgelieferte Diskettenbetriebssystem Disk Manager entwickelt. Mit Hilfe dieses Diskettenbetriebssystems lassen sich Disketten formatieren und Dateien verwalten (speichern, löschen, kopieren und umbenennen). Pro Diskettenseite lassen sich dabei bis zu 127 Dateien unterbringen. Weiterhin ist es möglich, Dateien mit einem Schreibschutz zu versehen und Funktionstests für die Diskettenlaufwerke durchzuführen.
Eine spätere Version der Diskettensystemsoftware, die im März 1983 unter dem Titel Disk Manager 2 herausgebracht wurde, gestattet die Benutzung beider Diskettenseiten ohne manuelles Wenden des Datenträgers. Zum Ausschöpfen dieser Möglichkeit musste der Anwender über entsprechende Geräte von Drittherstellern verfügen, da TI selbst keine Laufwerke mit der benötigten Anzahl von zwei Schreib-Lese-Köpfen anbot.

### Native Programmiersprachen

#### TI BASIC

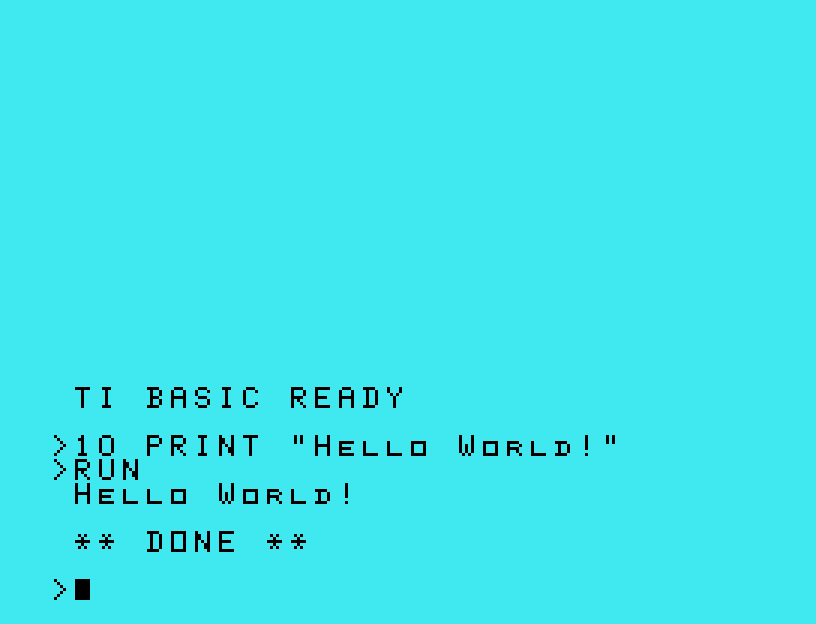
Startbildschirm des TI BASIC mit Beispielprogramm

TI BASIC fungiert sowohl als Benutzerschnittstelle als auch als Programmierumgebung und verfügt über 82 Befehle, Anweisungen, Funktionen und Variablen. Wird es im Startmenü angewählt, erscheint auf dem Bildschirm die Einschaltmeldung TI BASIC READY sowie der auf Eingaben wartende Prompt des Befehlsmodus (englisch „Command Mode“). Daneben kennt TI BASIC noch den Programmiermodus (englisch „Edit Mode“) sowie den Programmausführungsmodus (englisch „Run Mode“).
Im Befehlsmodus können einzelne BASIC-Befehle direkt ausgeführt werden, bzw. Programmcode eingegeben werden.
Der Cursor befindet sich immer in der untersten Bildschirmzeile und kann nicht vertikal über den Bildschirm bewegt werden. Durch Eingabe einer Zeilennummer und Verwendung spezieller Funktionstasten kann der Programmcode editiert werden. Dabei kann zwar logisch durch das Programm gescrollt werden, die zu bearbeitende Zeile wird trotzdem dabei immer am unteren Bildschirmrand angezeigt.
Die Programmausführung wird durch Eingabe des RUN-Befehls eingeleitet. Laufende Programme können durch Drücken der Breaktaste angehalten werden. Der Rechner befindet sich dann wieder im Befehlsmodus. Verlassen werden kann TI BASIC entweder durch den QUIT-Befehl, der den Programmspeicher unwiederbringlich löscht, oder den BYE-Befehl, der das spätere Wiederaufrufen von Programmspeicherinhalten gestattet. Beide Befehle führen den Anwender wieder zum Startbildschirm.
TI-BASIC-Programme können nur in den nicht als Grafikspeicher genutzten Bereichen des Arbeitsspeichers abgelegt werden. Der Kern des TI-BASIC-Interpreters liegt im ROM-Speicherbereich von $18C8 bis $1C9A. Außerdem enthalten die ROM-Chips eine Sprungtabelle für die in den GROM-Chips befindlichen TI-BASIC-Routinen. Zusammen besitzen TI-BASIC-Interpreter und -Routinen ein Festspeichervolumen von 14 KB.

#### Graphics Programming Language
Bei der Graphics Programming Language (GPL) handelt es sich um eine von TI entwickelte höhere Anweisungssprache mit einem Befehlsvorrat von insgesamt 59 Instruktionen. Die Hauptaufgabe der GPL besteht im Bereitstellen einer professionellen Programmierumgebung zur Ausnutzung sämtlicher, in TI BASIC teils nicht zugänglicher Hardwareeigenschaften des bordeigenen Chipsatzes. So können mit Hilfe der GPL etwa hochauflösende Bitmapgrafiken programmiert und die Klangerzeugungsmöglichkeiten des Soundchips TMS9919 vollumfänglich ausgeschöpft werden.
Weniger komfortabel als TI BASIC, aber benutzerfreundlicher als Assemblersprache, verwendet die über einen speziellen Puffer Direktzugriffe auf den Grafikspeicher zulassende GPL viele mit dem Befehlssatz des TMS9900 identische Befehle. Sie ist daher als „sehr prozessornahe Zwischensprache“ erheblich schneller bei der Ausführung von Programmen als der TI-BASIC-Interpreter. Allerdings kommt diese Eigenschaft bei alltäglichen Anwendungen kaum zum Tragen, denn die im Benutzerhandbuch des TI-99/4A unerwähnt bleibende GPL, für die es auf dem freien Markt kein von TI autorisiertes Programmierhandbuch gab, war nicht als Benutzerschnittstelle vorgesehen. In der Basiskonfiguration kann der Rechner ausschließlich mit über Kommandozeilen eingegebenen TI-BASIC-Befehlen bedient werden.
Trotz seiner Prozessornähe kann der insgesamt 12 KB ROM umfassende GPL-Code nicht unmittelbar vom TMS9900 ausgeführt werden, sondern nur mittels des eingebauten GPL-Interpreters. Dieser belegt den ROM-Speicherbereich von $0024 bis $08FF. Der GPL-Interpreter ist in Assemblersprache programmiert. Um das Anfertigen von Raubkopien und die Produktion unautorisierter Software durch Drittanbieter zu unterbinden, kopiert er GPL-Unterprogramme vor der Ausführung nicht in den frei zugänglichen Arbeitsspeicher, sondern führt sie speichersparend und vor unbefugtem Zugriff geschützt direkt im GROM aus.
Die Grenzen zwischen GPL- und TI-BASIC-Interpreter sind fließend, da einzelne GPL-Befehle wie etwa PARSE, CONT oder RTNB nur für den BASIC-Interpreter, nicht aber den Hauptprozessor verständlich sind. Da TI BASIC ausschließlich im GPL-Code programmiert ist und BASIC-Programme vor der Ausführung mit hohem Zeitaufwand sowohl vom TI-BASIC- als auch vom GPL-Interpreter verarbeitet werden müssen, ist der BASIC-Dialekt des TI-99/4A im Vergleich zu denen anderer Heimcomputer eher langsam.

### Optionale höhere Programmiersprachen

#### TI Extended BASIC
Schon kurz nach Markteinführung des TI-99/4A erkannte TI die Langsamkeit des doppelt interpretierten TI BASIC als Problem. Noch im Sommer 1981 wurde daher die BASIC-Erweiterung TI Extended BASIC herausgebracht. In Westdeutschland war sie erst ab 1984 erhältlich und wurde in Lizenz von Mechatronic in Sindelfingen vertrieben.
Das weitgehend abwärtskompatible TI Extended BASIC wartet mit einer Reihe zusätzlicher Fähigkeiten und einem gegenüber der Basisversion um 35 Befehle, Anweisungen, Funktionen, Subroutinen und logische Operatoren erweiterten Befehlssatz auf. So besitzt es eine Autoboot-Funktion, gestattet die Verwendung von Unterprogrammen in Maschinensprache und die Darstellung von bis zu 28 Sprites. Strings können bis zu 154 Zeichen enthalten, Variablen bis zu 15 Zeichen lang sein. Darüber hinaus erlaubt TI Extended BASIC eine recht komfortable Fehlerbehandlung, erhöht die Zahl der für Felder (englisch „Arrays“) zur Verfügung stehenden Dimensionen von drei auf sieben und stellt sogar Befehle für Kopierschutzmaßnahmen zur Verfügung. Außerdem können mehrere Befehle speichersparend in einer einzigen Programmzeile eingegeben werden. Da der Großteil des TI Extended BASIC statt im GPL-Code in Maschinensprache geschrieben ist, beschleunigt sich die Ausführung von Programmen merklich. Die Geschwindigkeitszunahme liegt ungefähr beim Doppelten des TI BASIC. Aufgrund dieser Eigenschaften wurde das TI Extended BASIC vom Fachbuchautor Rainer Heigenmoser auch mit einem Luxusmodell des britischen Automobilherstellers „Rolls Royce“ verglichen, während das ursprüngliche TI BASIC den Autor eher an einen Kleinwagen wie den „VW-Käfer“ erinnerte.
Mit 32 KB ROM ist TI Extended BASIC ausgesprochen umfangreich und belegt weitere 2 KB des Arbeitsspeichers. Damit stehen für Grafik- und Programmspeicher nur noch 14 KB zur Verfügung, was zu einer spürbaren Einschränkung der Programmiermöglichkeiten führt. Für den Betrieb ist eine Speichererweiterung aber dennoch nicht zwingend erforderlich, sofern auf speichersparende Programmiertechniken geachtet wird.

#### TI FORTH
TI FORTH ist ein von TI entwickelter Dialekt der stackbasierten, assemblernahen und daher schnellen Compiler-Hochsprache Forth. Neben einem Betriebssystem stellt TI FORTH eine diskettenbasierte Integrierte Entwicklungsumgebung mit 64 Zeichen pro Zeile, hochauflösender Bitmapgrafik und Interruptroutinen zur Verfügung. TI FORTH benötigt neben einer 32-KB-RAM-Speichererweiterung zusätzlich das Editor/Assembler-Steckmodul. Eine weitere Forth-Version wurde von Wycove Systems entwickelt.

#### TI LOGO
TI LOGO sowie die mit einem erweiterten Befehlssatz, Druckerfunktionen und zusätzlichen Grafikfähigkeiten aufwartende Fortsetzung TI LOGO II sind ebenfalls von TI fabrizierte Dialekte der gleichnamigen funktionalen Interpreter-Hochsprache. Sie dienen der Vermittlung von mathematischen, logischen und kommunikativen Fähigkeiten an Kinder sowie deren Übung im Umgang mit Computern. Zum Betrieb mit Kompaktkassette, Diskette oder Steckmodul ist eine 32-KB-RAM-Speichererweiterung notwendig. Eine stark vereinfachte Schnupperversion mit begrenzten Programmiermöglichkeiten namens Early Learning LOGO Fun konnte auch ohne Speicherausbau betrieben werden.

#### TI PILOT
Auch TI PILOT ist ein von TI realisierter Ableger der gleichnamigen Interpreter-Hochsprache und ermöglicht die Entwicklung von Übungen, Tests und interaktiven Lernprogrammen für computergestütztes Lernen. Diese Programmiersprache kann nur mit 32-KB-RAM-Speichererweiterung, Diskettenlaufwerk und P-Code-Interpreterkarte betrieben werden.

### Assemblersprache
Eine optimale Ausnutzung der Hardware des TI-99/4A ist nur durch die Verwendung von Assemblersprache nebst Übersetzungsprogramm (englisch Assembler) möglich, das die Programmanweisungen des Quelltextes (englisch Sourcecode) in Maschinensprache überführt. TI bot ein entsprechendes Softwarepaket namens Editor/Assembler an, das ein Steckmodul, zwei Disketten und ein umfangreiches Bedienungshandbuch umfasste. Die Software enthielt neben dem Editor und dem Assembler noch einen Debugger zur Beseitigung von Programmierfehlern.
Programme in Assemblersprache sind wesentlich schneller als solche in höheren Programmiersprachen und bieten gegenüber der noch schnelleren Maschinensprache den Vorteil, dass sich ihr Befehlsvorrat durch die Verwendung von verständlichen und leicht erinnerbaren Abkürzungen (englisch Mnemonics) leichter handhaben lässt. Allerdings bevorzugten die meisten Programmiereinsteiger die zwar leistungsschwächeren, aber einfacher zu bedienenden höheren Programmiersprachen wie etwa Pascal oder BASIC.

### Anwendungsprogramme
Für den TI-99/4A wurden einige Anwendungsprogramme aufgelegt, von denen viele jedoch nur mit einer 32-KB-RAM-Speichererweiterung und einem Diskettenlaufwerk betrieben werden können. Das gilt für Dateiverwaltungsprogramme wie Personal Report Generator und Personal Tax Plan ebenso wie für das Textverarbeitungsprogramm TI Writer oder das Tabellenkalkulationsprogramm  Microsoft Multiplan.
Zu den beliebtesten Steckmodulen zählte die Speichererweiterung Mini Memory, die zusätzlich Hilfsprogramme wie etwa einen Maschinensprachemonitor enthält. Mini Memory stattet den Rechner mit 14 KB Zusatzspeicher aus, von denen 6 KB auf das GROM und 4 KB auf das einfache ROM entfallen. Darüber hinaus ist es mit 4 KB batteriegepuffertem SRAM bestückt. Kürzere BASIC- und Maschinenspracheprogramme können so ohne weitere Speichergeräte direkt auf dem Modul gesichert werden. Alternativ können aber auch TI-BASIC-Unterprogramme sowie ein Fehlersuchprogramm gestartet werden. Bei Verwendung einer 32-KB-RAM-Speicherkarte erlaubt Mini Memory direkten Zugriff auf deren zusätzliches RAM.
Ebenfalls große Popularität genoss das ebenfalls auf Steckmodul veröffentlichte Telekommunikationsprogramm Terminal Emulator II, das eine Vernetzung des Rechners über einen Akustikkoppler ermöglicht. Darüber hinaus erweitert die Telekommunikationssoftware die Einsatzmöglichkeiten des Sprachmoduls um zusätzliche Funktionen.

### Lernprogramme

Control Data-Logo

Zu den beliebtesten Lernprogrammen für den TI-99/4A gehörte die Miliken Home Math Series mit Titeln, die sich etwa der Vermittlung der Grundrechenarten, der Prozentrechnung oder den Dezimalbrüchen widmeten. Auch Addison-Wesley setzte auf Lernsoftware zum Thema Mathematik und brachte die Steckmodule der Computer Math Games-Serie heraus. Das Minnesota Educational Computing Consortium entwickelte Lernprogramme für geistes-, sozial- und naturwissenschaftliche Disziplinen. Die Control Data Corporation brachte für Highschool-Absolventen aller Altersstufen und Fachrichtungen die Plato Courseware-Serie heraus. Der auf Grundschüler spezialisierte Verlag Scott Foresman veröffentlichte Lernprogramme mit künstlicher Sprachausgabe, die vor allem auf eine Verbesserung der Lesekompetenz abzielten.
TI selbst konzentrierte sich auf die Rechtschreibung und brachte eine sechs Teile umfassende Serie mit dem Titel Scholastic Spelling, ein damals futuristisch wirkendes Programm für künstliche Sprachausgabe namens Text-to-Speech und ein Übungsprogramm namens Touch Typing Tutor für das Erlernen des Zehnfingersystems heraus. Eine Mischung aus Arcadespiel und Lernprogramm stellt der grafisch aufwändige Titel Microsurgeon mit seiner ungewöhnlichen Spielmechanik dar.

### Spiele

Parker-Logo

SEGA-Logo

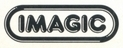
Imagic-Logo

Die rund 40 auf Steckmodulen erschienenen Arcadespiele bildeten das populärste Spielegenre für den TI-99/4A. Zu den beliebtesten Arcadespielen, die in der Regel zwischen 11 und 45 USD kosteten, gehörten von TI selbst produzierte Titel wie Alpiner, The Attack, Blasto, Car Wars, Chisholm Trail, Choplifter, M*A*S*H, Munchman, TI Invaders, TI Trek sowie Tombstone City. Das Shoot ’em up Parsec aus dem Jahr 1982 gilt als bestes Spiel oder gar „Killerapplikation“ für den Rechner. Einige besonders gefragte Titel wurden für knapp 20 USD zusätzlich auch auf Diskette veröffentlicht, setzten aber neben einem Diskettenlaufwerk die 32-KB-RAM-Speichererweiterung voraus.
Zu den erfolgreichsten Spielen von Drittanbietern gehörten portierte Titel wie Dig-Dug, Donkey Kong, Jungle Hunt, Moon Patrol, Pac-Man und Pole Position von Atarisoft (mit alternativem Gehäusedesign), Q-Bert von Parker Brothers, Buck Rogers und Star Trek von Sega, Space Bandits von Milton Bradley, der Frogger-Clone Princess & Frog von Romox sowie Super Demon Attack von Imagic.
Das erfolgreichste Strategiespiel war Hunt the Wumpus. An Brettspielen standen Backgammon, Blackjack and Poker sowie Video Chess zur Verfügung. Sportfans konnten sich mit Titeln wie Football oder Indoor Soccer vergnügen. Als erste Flugsimulation erschien Dow-4 Gazelle von John T. Dow. Mit Bankroll wurde von Not Polyoptics außerdem eine Wirtschaftssimulation veröffentlicht. Aus demselben Haus stammt auch die erst 1987 veröffentlichte Doppeldecker-Luftkampfsimulation Spad XIII, die die erste echte 3D-Flugsimulation für den TI-99/4A darstellt.
Adventures stellten ebenfalls ein beliebtes Spielegenre dar. Vor allem die auf einer Kompaktkassette bzw. Diskette Platz findenden Titel von Scott Adams wie Ghost Town, Mystery Fun House oder Voodoo Castle wären in diesem Zusammenhang zu nennen. Das grafisch üppige Rollenspiel-Adventure Tunnels of Doom war dagegen so umfangreich, dass es auf gleich zwei Datenträgern geliefert werden musste.
Siehe auch: Kategorie:TI-99/4A-Spiel.

## Magazine
Mehrere Zeitschriften im In- und Ausland beschäftigten sich mit allen Fragen rund um den TI-99/4A und versorgten ihre Leser mit Testberichten, Kaufberatungshinweisen, Bauanleitungen, Reparaturtipps, Kleinanzeigen und Programmausdrucken für Spiele, Anwendungen und Hilfsprogramme.

### Englischsprachige Welt
Das 99’er-Magazin war die bedeutendste Zeitschrift für den TI-99/4A und erschien ab Mai 1981 zunächst alle zwei Wochen, ab November 1982 dann einmal pro Monat unter dem vollen Titel 99’er Home Computer Magazine. Inhaltliche Schwerpunkte bildeten die Programmiersprachen TI LOGO und TI PILOT. Für Auflockerung sorgten eingestreute Kreuzworträtsel und Cartoons. Bereits im November 1983 wurde das 99’er-Magazin vom Markt genommen.
Das zunächst unter dem Titel Home Computer Compendium veröffentlichte Magazin MICROpendium erschien monatlich von Februar 1984 bis Juni 1999 in Round Rock (Texas). Damit füllte es die vom 99’er-Magazin hinterlassene Lücke aus. Mit seiner betont neutralen Berichterstattung, einem schlichten Schwarzweiß-Layout und einem günstigen Preis von 1,50 USD konnte sich das MICROpendium 15 Jahre lang behaupten, musste aber schließlich aufgrund zu geringer Verkaufszahlen eingestellt werden.

### Deutschsprachiger Raum
Von 1983 bis 1987 erschien im Wiener Fiedler-Verlag monatsweise das TI-99 Journal. Für 11 DM wartete es mit einer mehrfarbigen Titelseite auf und enthielt auch Artikel über andere Produkte von TI. Von Anfang 1984 bis 1987 erschien außerdem zunächst im TI-Aktuell-Verlag in Lohhof, später dann bei der München-Aktuell-Verlags-GmbH die in unregelmäßigen Abständen ungefähr alle zwei Monate veröffentlichte Zeitschrift TI-Revue: Das Magazin für TI PC & TI-99/4A für anfänglich 4,80 DM. Der Fachverlag Reinhold Hasse aus Bendorf gab überdies das neben dem TI-99/4A auch den programmierbaren Taschenrechner TI-59 behandelnde TI-Fachmagazin heraus.
Daneben erschien ab 1981 im Selbstverlag das Periodikum TI-99 Software mit Berichten über aktuelle Entwicklungen auf dem Gebiet der Software für sämtliche TI-Heimcomputer. Im Jahr 1982 wurde das Magazin zunächst in TI Software Home-Computer Magazin - Fachzeitschrift für Anwender des TI-99/4A umbenannt. Ab 1983 wurde der umständliche Zusatz aus dem Titel der Zeitschrift entfernt.

## Emulation
Im Laufe der Zeit sind auf unterschiedlichen Hardwareplattformen zahlreiche Emulatoren des TI-99/4A erschienen. In den 1990er-Jahren waren sie auf dem IBM PC oder dem Commodore Amiga, aber auch auf anderen Rechnern populär. Nachdem diese Trägersysteme technisch veraltet waren, wurden neue Emulatoren für modernere Rechner entwickelt. Es gibt im Internet vier regelmäßig gepflegte Emulatoren des TI-99/4A, die teils auf aktuellen, teils etwas älteren Versionen der weit verbreiteten Betriebssysteme MS-Windows, OS X und Linux laufen.

### Aktuelle Emulatoren

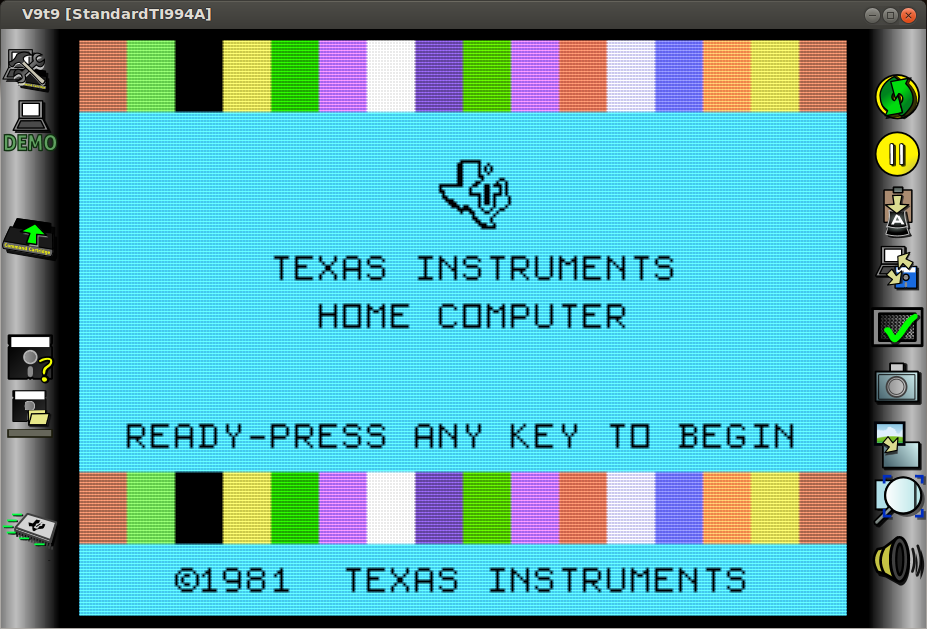
Startbildschirm des TI-99/4A-Emulators V9t9 (2014)

Der Emulator PC99 bzw. PC99A wurde von Greg Hill, Mark van Coppenolle und Mike Wright von der US-amerikanischen Firma CaDD Electronics für IBM-PC-Kompatible geschrieben. Sowohl die Standardversion PC99 als auch die beschleunigte Version PC99A laufen unter den Betriebssystemen PC DOS 5.0 (oder höher), Windows 95 und Windows 98. Empfohlen wird die Verwendung mindestens eines Intel 80486 mit 66 MHz Taktfrequenz. Überdies können Rechner mit CPUs der Typen Pentium II, III, und IV oder AMD K6-III verwendet werden. Zu den weiteren Systemvoraussetzungen gehören eine VGA-Videokarte, ein freier Festplattenspeicher von mindestens 10 MB und ein 3½-Zoll-Diskettenlaufwerk.
Der Emulator V9t9 wurde von Edward Swartz im Java-Code programmiert und ist als Freeware im Internet herunterladbar. Zum Leistungsumfang gehören u. a. UCSD-Pascal, ein P-Code-Interpreter und eine Emulation des TI-Matrixdruckers. Der V9t9 läuft unter den Betriebssystemen MS-Windows, OS X oder Linux. Der Win994a-TI-99/4A-Simulator stammt von Cory Burr und ist ebenfalls als Freeware erhältlich. Er arbeitet auf modernen PCs unter MS-Windows. Das Emulatorsystem M.E.S.S. schließlich unterstützt sowohl den TI-99/4 als auch den TI-99/4A inklusive Sprachmodul und Erweiterungskarten, für deren Emulation allerdings die entsprechenden ROM-Inhalte benötigt werden.
Für den FPA-Rechner Mega65 gibt es einen TI-99/4A-Core, der den Computer auf der Mega65-Hardware emuliert.

## Rezeption

### Zeitgenössisch
In der Fachpresse wurde der TI-99/4A überwiegend positiv bewertet und sogar als „einer der besten Heimcomputer“ beschrieben, die „es bislang auf dem Markt gab.“ Lob erfuhr der Rechner dabei für seine Benutzerfreundlichkeit, seine Hardware-Erweiterbarkeit, seine gegenüber dem Vorgängermodell verbesserte Tastatur, seine überzeugenden Farb- und Klangfähigkeiten, seine Fähigkeit zur Sprachsynthese, sein „kompakte[s], schlanke[s]“ Design, seine Robustheit, seine Vielseitigkeit sowie das umfangreiche Softwareangebot. Überdies wurde die Existenz gleich mehrerer exklusiv auf den TI-99/4A bezogener Computerzeitschriften wie dem 99’er-Magazin oder dem TI-Fachmagazin und die daraus abgeleitete leichte Verfügbarkeit von Informationen über den Rechner positiv hervorgehoben.
Bemängelt wurde indessen die immer noch zu geringe Größe der neuen Tastatur sowie deren zahlreiche Mehrfachbelegungen, das Wärmemanagement des internen Leistungsreglers, die unterdurchschnittlichen Klangfähigkeiten, der begrenzte Befehlsvorrat des TI BASIC sowie die an den britischen Billigrechner Sinclair ZX81 erinnernde niedrige Arbeitsgeschwindigkeit des TI-BASIC-Interpreters.

### Retrospektiv

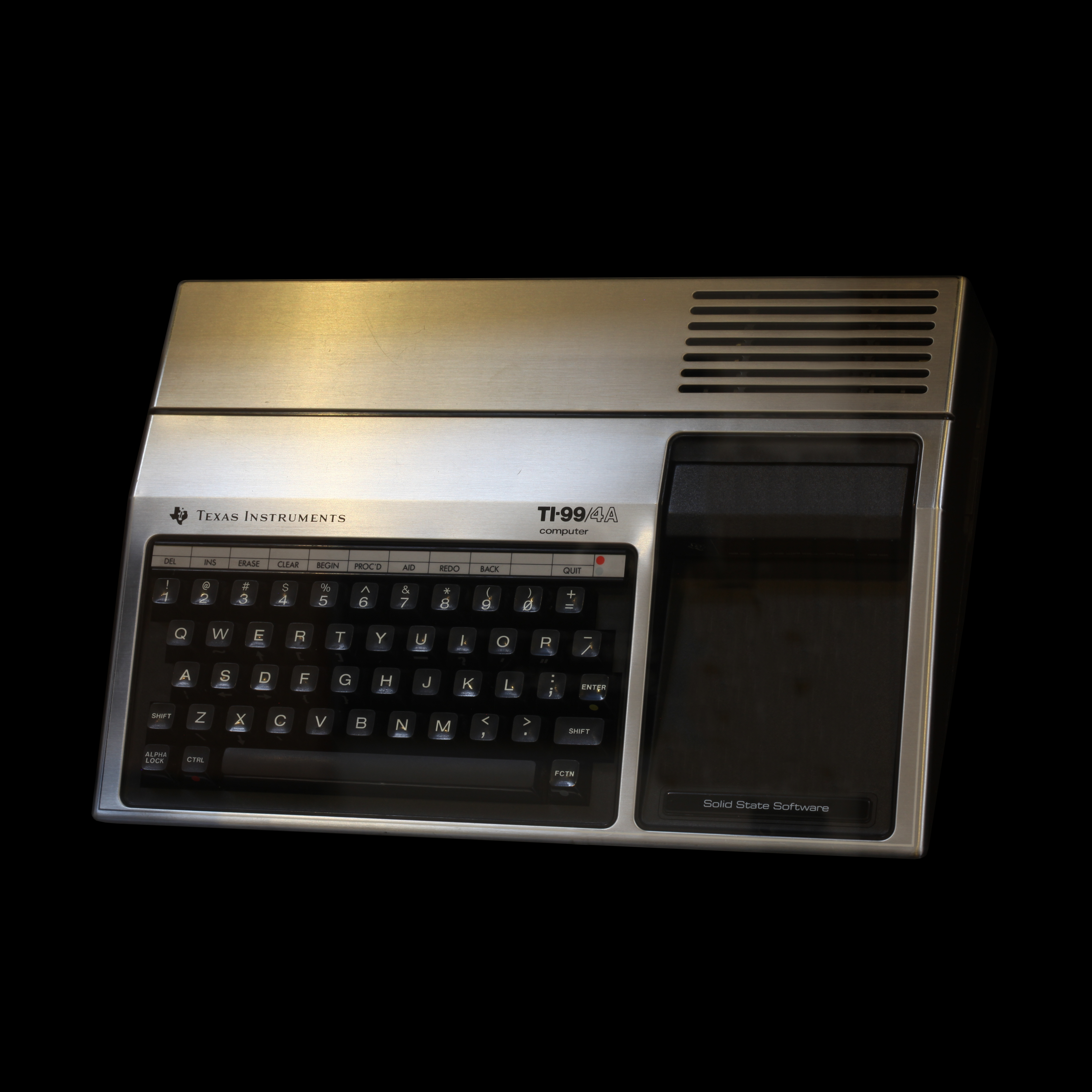
TI-99/4A als Exponat im Musée Bolo der ETH Lausanne

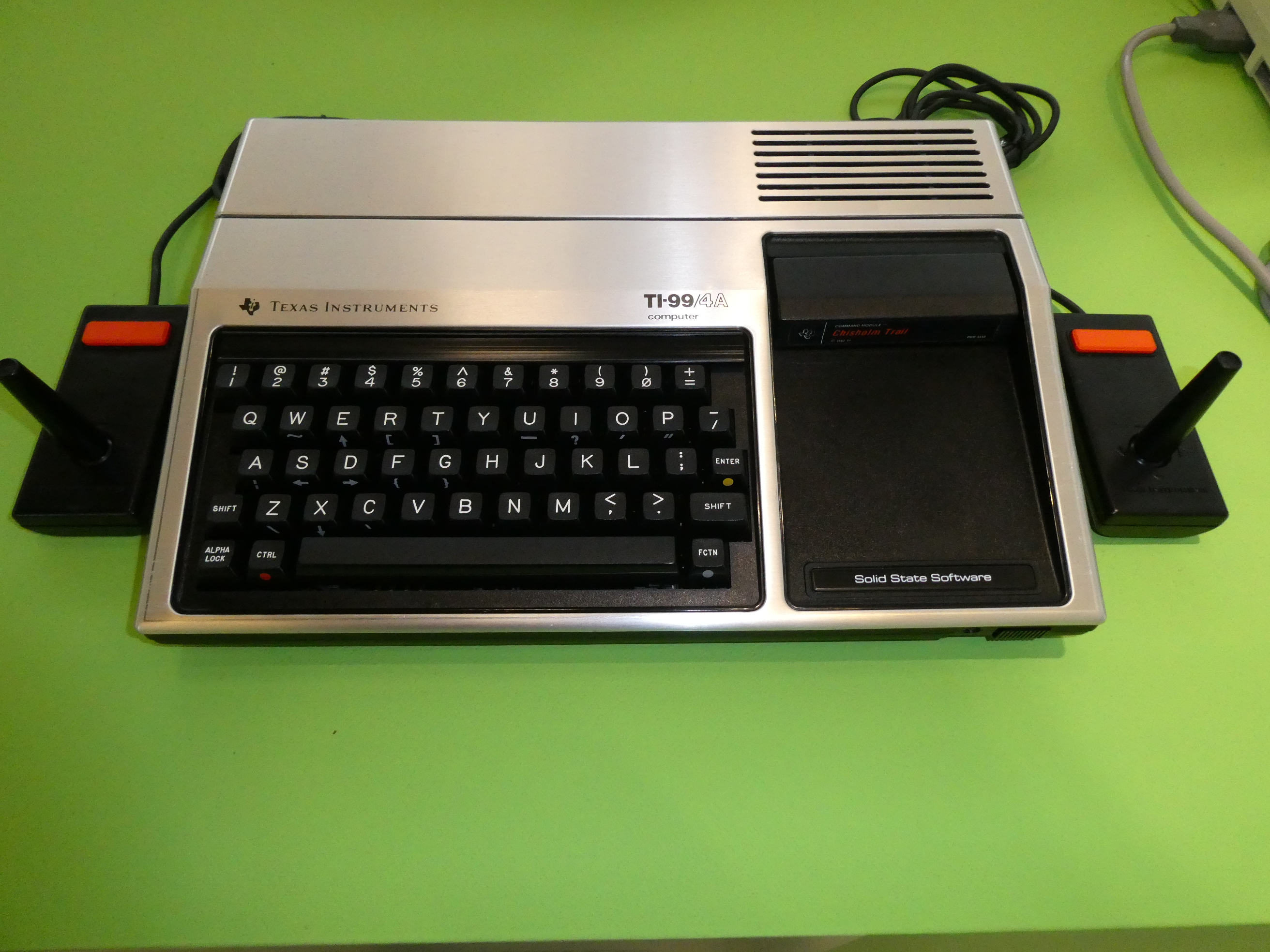
TI-99/4A auf der Ausstellung "Consolas, democratizar la imagen digital 1972-2003" in Saragossa (2020)

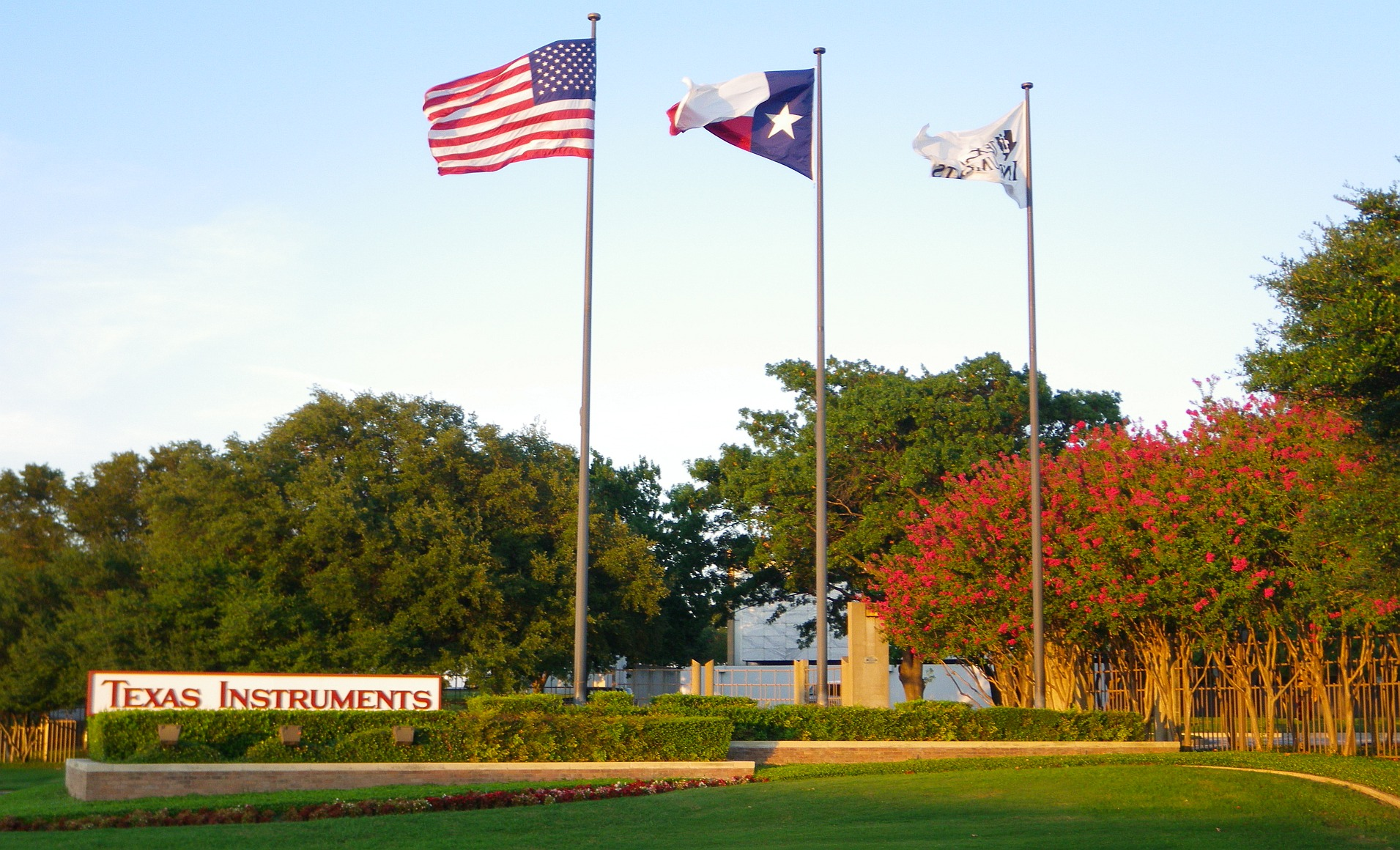
TI-Hauptsitz in Dallas (Texas)

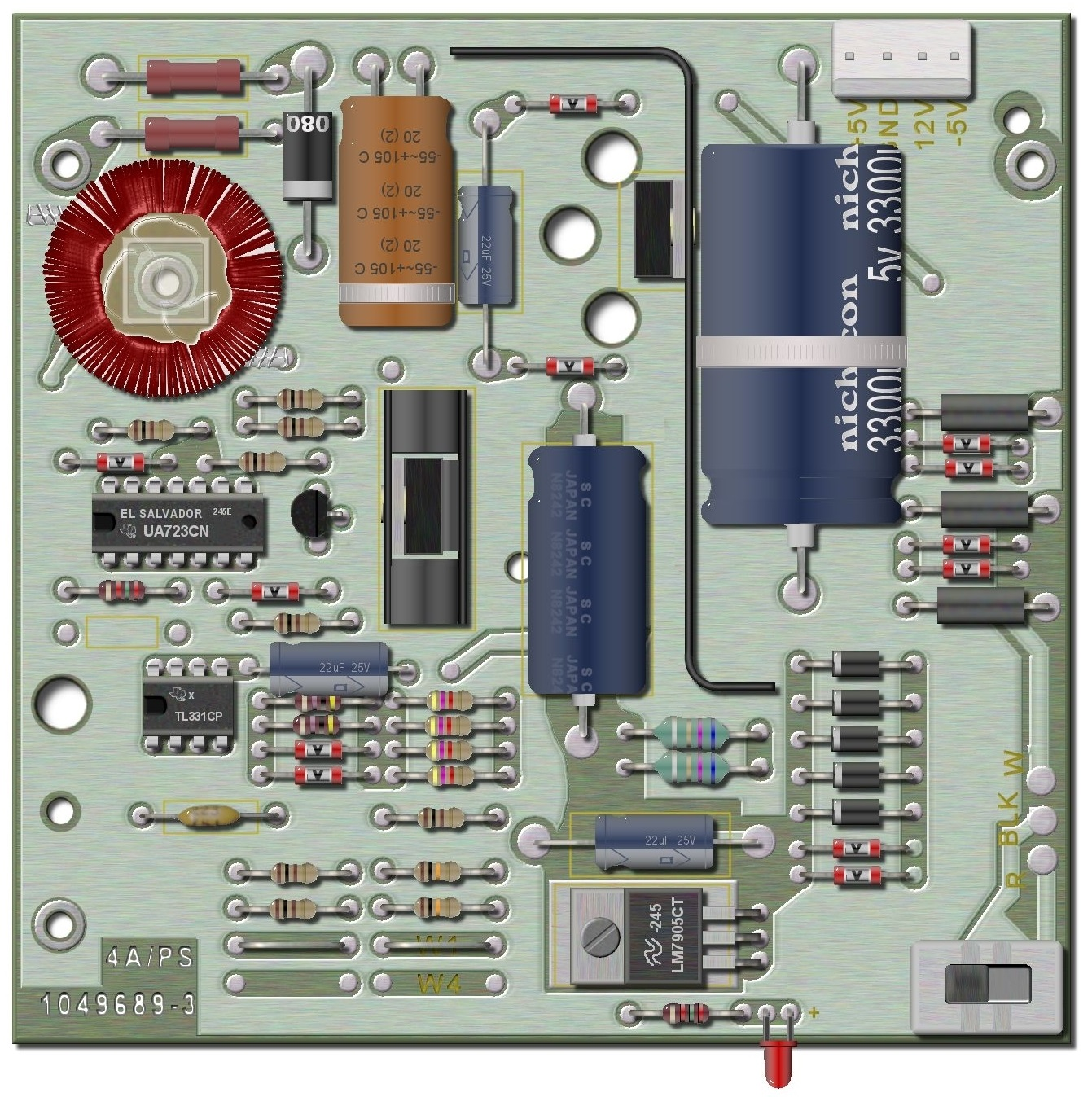
Leistungsregler des TI-99/4A ohne elektrische Sicherung

In fast allen technikgeschichtlichen Überblicksdarstellungen wird der TI-99/4A als bedeutsamer Heimcomputer erwähnt. Viele Technikmuseen stellen den Rechner aus und er ist auch auf vielen Webseiten mit Bezug zur Geschichte der Heimcomputer zu finden. Außerdem besteht eine aktive, sich für die Bewahrung gut erhaltener Exemplare sowie weiterer mit dem Rechner verbundener Produkte einsetzende Retrocomputing-Szene. Damit hat der TI-99/4A einen festen Platz im kollektiven Gedächtnis, obwohl er nicht die gleiche hohe Wertschätzung erfährt wie etwa der C64, Apple II, Sinclair ZX Spectrum oder die Atari-Heimcomputer.
Typisch für die technikgeschichtliche Einordnung des TI-99/4A sind drei Aspekte. Erstens gilt er als technologisch fortschrittlich, was vornehmlich auf seine 16-Bit-CPU sowie die „für damalige Verhältnisse ausgezeichnete[n] Grafikeigenschaften“ zurückgeführt wird. Zweitens erfährt der Rechner aufgrund der Eigentümlichkeiten seiner Rechnerarchitektur häufig eine Einschätzung als exotischer „Außenseiter“, dessen Entwicklung in einer evolutionären Sackgasse geendet habe. Drittens gilt der TI-99/4A trotz insgesamt respektabler Verkaufszahlen als letztlich am Markt gescheitert und ist sogar als das „vielleicht glückloseste System auf dem Heimcomputermarkt“ bezeichnet worden. Mit dieser Feststellung einher geht eine intensive Forschung nach den Ursachen für dieses Scheitern, das Erinnerungen an den das Ende des Wirtschaftswunders einläutenden Konkurs eines Bremer Automobilherstellers aus dem Jahr 1961 weckte:

„Der TI-99/4A gehörte zu den komfortabelsten und bedienungsfreundlichsten Heimcomputern, die jemals auf den Markt gebracht wurden. Der Borgward der Computer-Industrie.“

Die vergleichsweise kurze Marktpräsenz des TI-99/4A lässt sich nicht auf eine einzige Ursache zurückführen. Vielmehr führte ein ganzes Bündel unterschiedlicher Verfehlungen zur vorzeitigen Produktionseinstellung des Rechners. Dazu gehören Marketingfehler, Designfehler, eine mangelhafte Systemdokumentation, bestimmte Eigenheiten der Unternehmenskultur von TI sowie die Favorisierung von Steckmodulen als Hauptspeichermedium.

#### Marketingfehler
TI beging einige schwere Marketingfehler. Vertriebsleiter Turner setzte fast ausschließlich auf Preisreduktionen, anstatt etwa durch geeignete Werbemaßnahmen potenziellen Käufern die zweifellos vorhandenen technischen Vorzüge des TI-99/4A wie etwa den leistungsstarken 16-Bit-Hauptprozessor zu erklären. Eingedenk der Verwendung des im Vergleich zu gängigen 8-Bit-CPUs mit 20 USD rund fünfmal teureren TMS9900 und den damit einhergehenden hohen Produktionskosten ist dies umso erstaunlicher. Trotzdem ließ TI sich auf einen riskanten Preiskrieg mit dem von Jack Tramiel geführten Billiganbieter Commodore ein und musste dabei eine bittere Niederlage einstecken. Berühmt geworden ist in diesem Zusammenhang ein eher umgangssprachlicher Kommentar des damaligen Spectravideo-Geschäftsführers Harry Fox: „TI got suckered by Jack“ (deut. Übersetzung: „TI ist von Jack ausgetrickst worden“).

#### Designfehler
Der TI-99/4A litt an einigen Designfehlern, zu denen an erster Stelle das doppelt interpretierte und daher langsame TI BASIC zählt. Bei den damals üblicherweise in BASIC durchgeführten Benchmarktests schnitt der Rechner trotz 16-Bit-CPU entsprechend schlecht ab und landete hinter Konkurrenzmodellen wie dem VC20, C64 oder Apple II.
Auch die Speicherorganisation hatte ihre Nachteile. So dienten die 16 KB Arbeitsspeicher gleichzeitig als Grafik- und Programmspeicher. Im hochauflösenden und damit grafikspeicherintensiven Graphics-II-Modus etwa standen nur 4 KB für den Programmspeicher zur Verfügung. Umfangreichere TI-BASIC-Programme ließen sich daher nur im leistungsschwächeren Graphics-I-Modus realisieren. Ein Programmieren in Maschinensprache setzte darüber hinaus eine recht kostspielige Speichererweiterung voraus. Außerdem konnten solche externen Speicher von dem 16-Bit-Prozessor nur mit 8 Bits angesprochen werden. Der als Busconverter agierende Multiplexer wandelte dazu jeden entsprechenden 16-Bit-Zugriff des TMS9900 in zwei 8-Bit-Zugriffe auf den externen Speicher um. Die dabei generierten Waitstates reduzierten die Arbeitsgeschwindigkeit des Rechners spürbar.
Wegen des für das Eintippen mit dem Zehnfingersystem ungeeigneten Tastatur-Layouts konnte sich der TI-99/4A nicht als Bürocomputer etablieren. Überdies wurde versäumt, den in die Konsole integrierten Leistungsregler mit einer elektrischen Sicherung auszustatten, wodurch das Risiko von Stromschlägen stieg. Obendrein war der Joystickanschluss nicht Atari-kompatibel und entsprach damit nicht dem damaligen De-facto-Standard. Umsteiger von anderen Systemen mussten neue Joysticks erwerben, was die Attraktivität des Rechners verringerte.

#### Systemdokumentation und Softwareentwicklung
TI wollte zwecks Gewinnmaximierung die alleinige Kontrolle über die Softwareentwicklung behalten. Die Konzernspitze betrieb daher gegen den ausdrücklichen Rat von Chefentwickler Bynum eine geschäftsschädigende Heimlichtuerei und verzichtete auf eine offene Dokumentation von Betriebssystem, GPL und Rechnerarchitektur. Fremdanbietern erschwerte das die Softwareproduktion, sofern sie mit TI keine kostspieligen und profitminimierenden Kooperationsverträge aushandelten. Wem trotzdem die Entwicklung kommerzieller Programme für den TI-99/4A gelang, wurde mit rechtlichen Schritten gedroht. Diese Vorgehensweise schreckte professionelle Softwarehäuser ebenso wie die kreative Hackerszene von einer Beschäftigung mit dem Rechner und seiner ohnehin wenig verbreiteten CPU ab. Zwar wurde das Konzept einer geschlossenen Architektur im Sommer 1981 zunächst gelockert, nach Einsetzen des Preiskriegs mit Commodore im September 1982 aber wieder aufgenommen. Erst 1985 erschien schließlich in einem westdeutschen Verlag ein vollständiges, jedoch nicht von TI unterstütztes Listing des Betriebssystems inklusive der GPL-Routinen.
Die Unternehmensleitung glaubte überdies, alle Programmwünsche der Kunden im Alleingang erfüllen zu können. Rund 20 Millionen USD wurden jedes Jahr in die Softwareentwicklung investiert. Auf die damals übliche, von den Kunden erwartete Lizenzierung und Portierung bereits bewährter Anwendersoftware wie Microsoft BASIC,Visicalc, WordStar sowie vieler Spiele wurde dagegen verzichtet. Daher blieb die für den TI-99/4A entwickelte Software mit Ausnahme der Lernprogramme insgesamt eher mittelmäßig.
1983 wurden Umsetzungen von Steven Spielbergs weltweit erfolgreichem Kinofilm E.T. – Der Außerirdische für verschiedene Hardwareplattformen entwickelt, darunter der TI-99/4A sowie die marktführende Spielekonsole Atari 2600. Als Spielberg zufällig von der deutlich niedrigeren Qualität der Atari-2600-Version erfuhr, entzog er aus Furcht vor finanziellen Einbußen TI kurzerhand wieder die Lizenz. Die Atari-2600-Version von E.T. the Extra-Terrestrial wurde zu einem der größten Flops der Videospielgeschichte und gilt heute als Inbegriff des noch im gleichen Jahr einsetzenden Video Game Crashs.

#### Unternehmenskultur

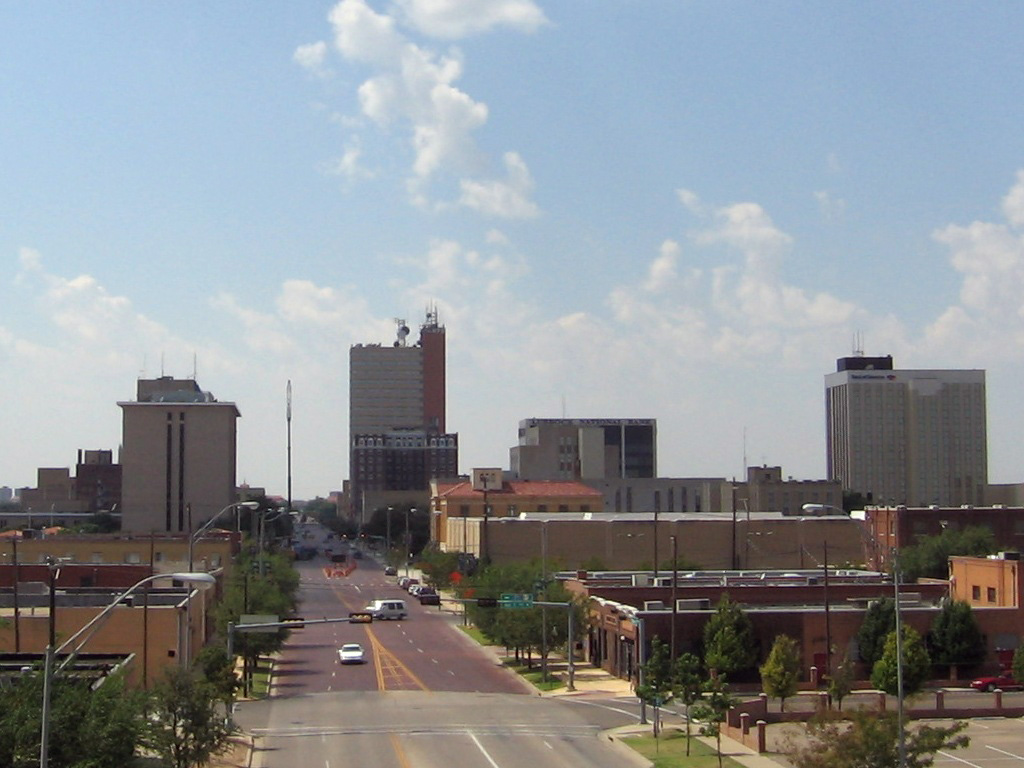
Lubbock (Texas), ab 1977 Sitz der Abteilung für Unterhaltungselektronik

Die zu diesem Zeitpunkt von Konservatismus und Selbstbezüglichkeit geprägte Unternehmenskultur von TI trug ebenfalls zum Misserfolg des TI-99/4A bei. Aus Überheblichkeit verzichtete der Technologiegigant auf die Entwicklung eines herkömmlichen 8-Bit-Mikroprozessors nach dem Vorbild kleinerer, aber hochinnovativer Hersteller wie Zilog, MOS Technology oder Intel, obwohl der Trend klar in die Richtung der 8-Bit-Architekturen ging. Da die Unternehmensphilosophie eine Verwendung von Mikroprozessoren aus Fremdherstellung ausschloss und sich die eigene 16-Bit-CPU am Markt nicht durchsetzen konnte, wurde bei der Planung des TI-99/4A nicht von zu erreichenden Leistungsmerkmalen oder Kundenwünschen ausgegangen, sondern ein zum TMS9900 passender Rechner entworfen, obwohl TI zu diesem Zeitpunkt noch nicht einmal geeignete 16-Bit-Koprozessoren entwickelt hatte. Auch gelang es TI nicht, in den konzerneigenen Halbleiterfabriken kostengünstigere Chips für den TI-99/4A herzustellen und damit eine Verringerung der Produktionskosten zu erreichen.
Die Unternehmensspitze war außerdem davon überzeugt, auf das Abwerben erfahrener Computertechniker verzichten zu können. Dieser Aspekt der damaligen Unternehmenskultur zeigt sich in der 1977 erfolgten Verlegung des Hauptquartiers der Abteilung für Unterhaltungselektronik von der Millionenstadt Dallas in die verschlafene Baumwollmetropole Lubbock. Für etablierte Computerexperten aus dem liberalen Milieu des kalifornischen Silicon Valley war der Ausblick auf ein Leben in der tiefsten texanischen Provinz meist kein Anreiz für einen Wechsel zu TI. Bei der Entwicklung des TI-99/4A fehlte daher ein von außen kommender, die eingefahrene Unternehmensphilosophie kritisch hinterfragender Geist.

#### Steckmodule und Raubkopien
Nach Markteinführung bot TI monatelang keine externen Speichergeräte für den TI-99/4A an, nicht einmal einen Programmrekorder. Stattdessen setzte der Konzern zunächst fast ausschließlich auf die relativ teuren Steckmodule. Die eine wichtige Käuferschicht bildenden Jugendlichen konnten sich diese oft nicht leisten und bevorzugten daher Heimcomputersysteme, deren Software auf den günstigeren Kompaktkassetten oder Disketten erschien. Diese Speichermedien boten auch den Vorteil, dass sich die unter Jugendlichen damals üblichen Raubkopien leichter anfertigen und untereinander tauschen ließen. Steckmodule dagegen unterbanden diese Praxis.